# 山形県
山形県（やまがたけん）は、日本の東北地方に位置する県。県庁所在地は山形市。
県名の「山形」は、『和名類聚抄』に今の山形市の南側を「山方郷」と言ったことに由来すると言われている。
県域の西側は日本海に面する。

## 地理・地域

### 広袤（こうぼう）
国土地理院の全国都道府県市区町村別面積調によると、山形県の面積は9323.15平方キロメートルである。
国土地理院地理情報 によると、山形県の東西南北それぞれの端は以下の位置である。最東端は最上郡最上町堺田。最西端は酒田市御積島。最南端は米沢市関。最北端は酒田市飛島の八幡崎。加えて、県境未確定地域に仮の境界線を入れて求めた重心も併記する。また統計局の 平成22年国勢調査 によると、人口重心は西川町吉川付近にある。

北端 北緯39度12分31秒 東経139度33分02秒 / 北緯39.20861度 東経139.55056度

西端 北緯39度11分09秒 東経139度31分13秒 / 北緯39.18583度 東経139.52028度

東端 北緯38度46分09秒 東経140度38分48秒 / 北緯38.76917度 東経140.64667度

南端 北緯37度44分02秒 東経140度07分33秒 / 北緯37.73389度 東経140.12583度

重心 北緯38度26分58秒 東経140度05分58秒 / 北緯38.44944度 東経140.09944度

人口重心 北緯38度25分06.93秒 東経140度09分33.79秒 / 北緯38.4185917度 東経140.1593861度

山形県庁舎所在地 北緯38度14分26秒 東経140度21分48秒 / 北緯38.24056度 東経140.36333度

### 地形

山形県の地形図

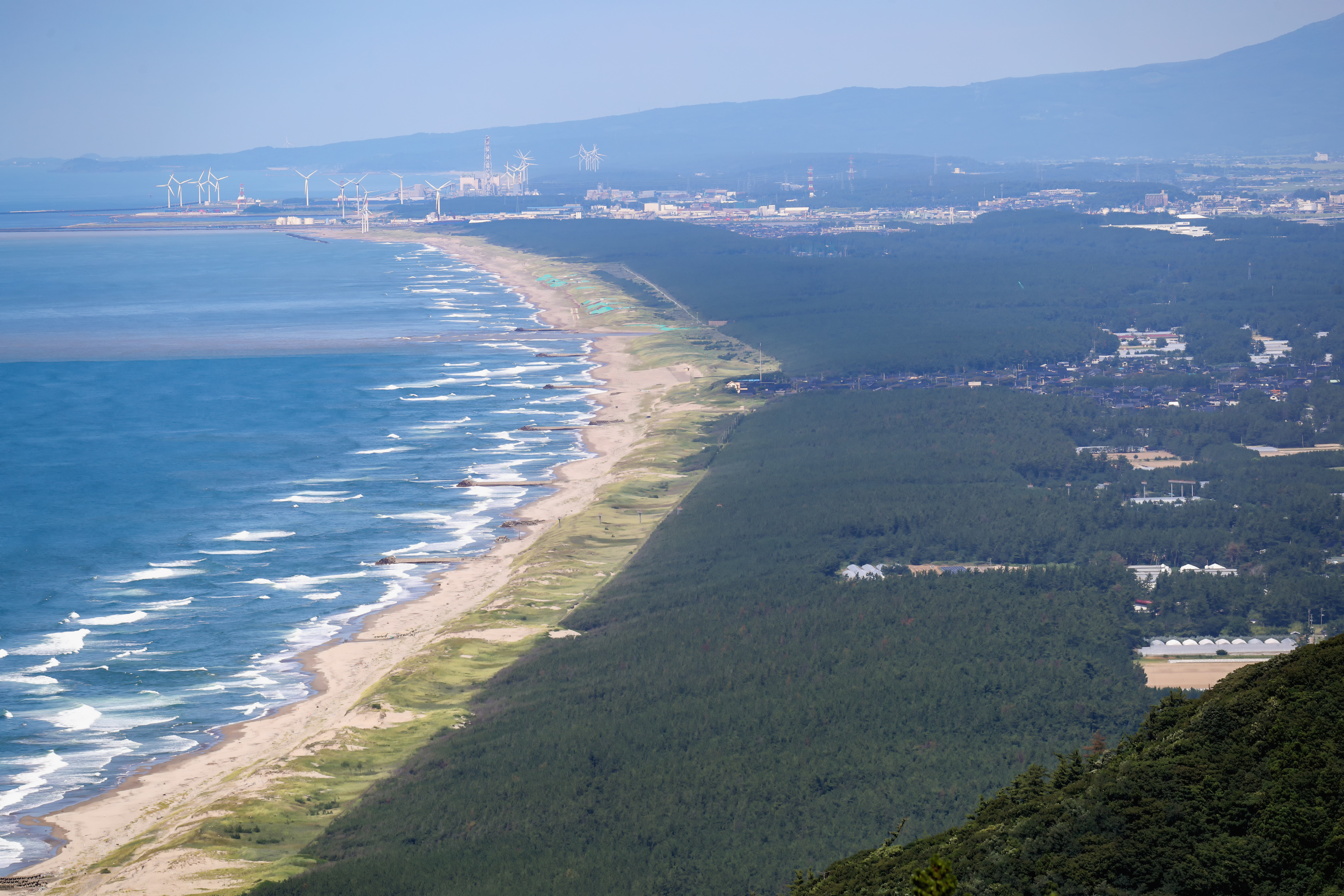
庄内砂丘

県の東側一帯で宮城県との境に奥羽山脈、県の西部に朝日連峰がそびえているように、県域の大半 (85%) を山地が占め、総面積に対する森林の割合は 75% 、農業用地の割合は15%である。県の中央には最上川が流れる。県民の多くがこの川の流域に住んでいるため、「母なる川」とも呼ばれている。北西側の日本海上には県唯一の離島、飛島がある。
- 山岳・山地
  - 奥羽山脈：吾妻連峰、蔵王連峰
  - 越後山脈：朝日連峰、飯豊連峰
  - 出羽山地：鳥海山、月山
  - 特に羽黒山、月山、湯殿山を出羽三山と呼ぶ
- 盆地
  - 米沢盆地
  - 山形盆地
  - 新庄盆地
- 平野
  - 庄内平野
- 砂丘
  - 庄内砂丘

### 自然公園
- 国立公園
  - 磐梯朝日国立公園
- 国定公園
  - 鳥海国定公園、蔵王国定公園、栗駒国定公園
- 県立自然公園
  - 庄内海浜県立自然公園、御所山県立自然公園、県南県立自然公園、加無山県立自然公園、天童高原県立自然公園、最上川県立自然公園

### 気候
隣県の新潟県や秋田県と同様に県内全域が日本海側気候であり、県全域が豪雪地帯に指定されており、そのうち面積にしておよそ75%が特別豪雪地帯である。日本海に面する庄内地方が、夏冬ともに県内では最も気温が高く、年間平均気温も北関東や東京都の西部内陸部とあまり変わらないほどで、緯度の割に温暖であるかが分かる。夏は熱帯夜になるほど蒸し暑い一方、冬は温暖だが、日照時間が少ない。気温が高いために雪は降っても解けやすく、山形市の場合、積雪量はそれほど多くは無いが、酒田市や鶴岡市などでは突発的に豪雪となる年もある。一方、内陸側は内陸性気候で寒暖の差が激しく、置賜地方などでは−15°C近くまで下がることも珍しくない。夏は非常に暑いが比較的乾燥しており、朝晩は涼しくなり、熱帯夜も庄内地方と比べると少ない。
春季から夏季にかけてはフェーン現象が発生しやすく、突発的に猛暑日に見舞われることも決して少なくない。1933年（昭和8年）7月25日に山形市で観測された気温40.8°Cは、2007年（平成19年）8月16日に埼玉県熊谷市、岐阜県多治見市で観測された気温40.9°Cに抜かれるまで、74年間にわたり日本最高気温の記録を保持していた。
| 平年値 （月単位） | 平年値 （月単位） | 村山地方        | 村山地方       | 村山地方       | 村山地方       | 村山地方       | 村山地方       | 村山地方      |
| 平年値 （月単位） | 平年値 （月単位） | 尾花沢          | 村山市 楯岡    | 村山           | 東根           | 山形           | 大江町 左沢    | 西川町 大井沢 |
| ----------------- | ----------------- | --------------- | -------------- | -------------- | -------------- | -------------- | -------------- | ------------- |
| 平均 気温 (°C)    | 最暖月            | 23.3 （8月）    | 24.2 （8月）   |                |                | 24.6 （8月）   | 23.6 （8月）   | 21.6 （8月）  |
| 平均 気温 (°C)    | 最寒月            | −1.4 （1月）    | −1.0 （1月）   |                |                | −0.5 （1月）   | −1.6 （1月）   | −2.5 （1月）  |
| 降水量 (mm)       | 最多月            | 155.7 （7月）   | 145.9 （7月）  |                |                | 310.9 （1月）  | 125.7 （9月）  | 132.2 （9月） |
| 降水量 (mm)       | 最少月            | 69.5 （3月）    | 74.0 （4月）   |                |                | 66.5 （3月）   | 75.6 （4月）   | 137.8 （4月） |
| 平年値 （月単位） | 平年値 （月単位） | 置賜地方        | 置賜地方       | 置賜地方       | 置賜地方       | 置賜地方       |                |               |
| 平年値 （月単位） | 平年値 （月単位） | 小国            | 長井           | 飯豊町 高峰    | 高畠           | 米沢           |                |               |
| 平均 気温 (°C)    | 最暖月            | 23.8 （8月）    | 23.4 （8月）   | 22.8 （8月）   | 23.9 （8月）   | 24.4 （8月）   |                |               |
| 平均 気温 (°C)    | 最寒月            | −0.4 （1月）    | −1.2 （1月）   | −1.4 （1月）   | −1.2 （1月）   | −0.9 （1月）   |                |               |
| 降水量 (mm)       | 最多月            | 381.7 （12月）  | 236.9 （7月）  | 232.1 （12月） | 162.5 （7月）  | 155.1 （7月）  |                |               |
| 降水量 (mm)       | 最少月            | 162.1 （4月）   | 111.6 （3月）  | 95.4 （4月）   | 70.1 （4月）   | 72.3 （3,4月） |                |               |
| 平年値 （月単位） | 平年値 （月単位） | 庄内地方        | 庄内地方       | 庄内地方       | 庄内地方       | 庄内地方       | 庄内地方       |               |
| 平年値 （月単位） | 平年値 （月単位） | 酒田市 飛島     | 酒田           | 酒田市 浜中    | 鶴岡市 鼠ケ関  | 庄内町 狩川    | 鶴岡           |               |
| 平均 気温 (°C)    | 最暖月            | 24.4 （8月）    | 24.9 （8月）   |                | 24.3 （8月）   | 24.3 （8月）   | 24.9 （8月）   |               |
| 平均 気温 (°C)    | 最寒月            | 1.8 （1,2月）   | 1.4 （2月）    |                | 1.7 （2月）    | 0.3 （1月）    | 1.2 （1月）    |               |
| 降水量 (mm)       | 最多月            | 163.6 （9月）   | 223.9 （11月） |                | 245.3 （11月） | 237.7 （11月） | 268.8 （11月） |               |
| 降水量 (mm)       | 最少月            | 80.5 （3月）    | 103.5 （3月）  |                | 115.5 （3月）  | 104.5 （3月）  | 108.2 （4月）  |               |
| 平年値 （月単位） | 平年値 （月単位） | 最上地方        | 最上地方       | 最上地方       | 最上地方       | 最上地方       |                |               |
| 平年値 （月単位） | 平年値 （月単位） | 真室川町 差首鍋 | 金山           | 新庄           | 最上町 向町    | 大蔵村 肘折    |                |               |
| 平均 気温 (°C)    | 最暖月            | 23.0 （8月）    | 23.0 （8月）   | 23.9 （8月）   | 23.1 （8月）   | 21.7 （8月）   |                |               |
| 平均 気温 (°C)    | 最寒月            | −1.4 （1月）    | −1.8 （1月）   | −1.3 （1月）   | −1.6 （1月）   | −2.2 （1月）   |                |               |
| 降水量 (mm)       | 最多月            | 309.5 （7月）   | 224.3 （7月）  | 210.9 （12月） | 197.4 （7月）  | 397.1 （12月） |                |               |
| 降水量 (mm)       | 最少月            | 166.8 （4月）   | 107.5 （3月）  | 98.3 （4月）   | 95.5 （3月）   | 131.6 （5月）  |                |               |

### 自治体
県下には、以下の13市8郡19町3村がある。町は「まち」（河北町では「ちょう」）、村は「むら」と呼んでいる。
平成の大合併においては庄内地方を除いて市町村合併が行われなかった。また同期間内に、新しい名称の市が誕生しなかった数少ない都道府県（他に神奈川県、大阪府、鳥取県、宮崎県）である。

#### 村山総合支庁区内(村山地方)
- 山形市（県庁所在地、村山総合支庁本庁舎、保健福祉センター（村山保健所））
- 寒河江市（村山総合支庁西庁舎所在地）
- 上山市
- 村山市（村山総合支庁北庁舎所在地）
- 天童市
- 東根市
- 尾花沢市
- 東村山郡
  - 山辺町 - 中山町
- 西村山郡
  - 河北町 - 西川町 - 朝日町 - 大江町
- 北村山郡
  - 大石田町

#### 最上総合支庁区内(最上地方)
- 新庄市（最上総合支庁、最上保健所所在地）
- 最上郡
  - 金山町 - 最上町 - 舟形町 - 真室川町 - 大蔵村 - 鮭川村 - 戸沢村

#### 置賜総合支庁区内(置賜地方)
- 米沢市（置賜総合支庁、置賜保健所所在地）
- 南陽市
- 長井市（置賜総合支庁西庁舎所在地）
- 東置賜郡
  - 高畠町 - 川西町
- 西置賜郡
  - 小国町 - 白鷹町 - 飯豊町

#### 庄内総合支庁区内(庄内地方)
- 酒田市
- 鶴岡市
- 東田川郡
  - 三川町（庄内総合支庁、庄内保健所所在地） - 庄内町
- 飽海郡
  - 遊佐町

### 地域圏
県内は村山地方、最上地方、置賜地方、庄内地方の4つの地方に分けられ、それぞれ気候・文化などの面で違いがある。またそれぞれに県の出先機関として総合支庁が置かれている。

山形県 地域区分図
■橙：村山地方
■青：最上地方
■緑：置賜地方
■紫：庄内地方

| 地方 | 1920年 （大正9年） | 1920年 （大正9年） | 1950年 （昭和25年） | 1950年 （昭和25年） | 1975年 （昭和50年） | 1975年 （昭和50年） | 2005年 （平成17年） | 2005年 （平成17年） | 推計人口 2025年7月1日 | 推計人口 2025年7月1日 |
| ---- | ------------------ | ------------------ | ------------------- | ------------------- | ------------------- | ------------------- | ------------------- | ------------------- | --------------------- | --------------------- |
| 合計 | 968,925            | 968,925            | 1,357,347           | 1,357,347           | 1,220,302           | 1,220,302           | 1,216,116           | 1,216,116           | 997,341               | 997,341               |
| 村山 | 381,938            | 39.4               | 556,593             | 41.0                | 534,343             | 43.8                | 577,104             | 47.5                | 504,809               | 50.6                  |
| 最上 | 88,417             | 9.1                | 126,747             | 9.3                 | 105,253             | 8.6                 | 90,741              | 7.5                 | 63,321                | 6.3                   |
| 置賜 | 229,481            | 23.7               | 305,526             | 22.5                | 253,105             | 20.7                | 238,781             | 19.6                | 186,054               | 18.7                  |
| 庄内 | 269,089            | 27.8               | 368,481             | 27.1                | 327,601             | 26.8                | 309,490             | 25.4                | 243,157               | 24.4                  |

国勢調査人口の変遷（単位：万人）
5年毎の国勢調査による県人口は、戦前は一貫して増加し、戦後の第一次ベビーブームによって1950年（昭和25年）に最大になった。その後は産業構造の変化で、郡部から都市部へ労働力が移動し、県内各市の都市化と県外諸都市への移住とによって県全体では人口が減少した。第二次ベビーブームに入っても人口減が続き、1975年（昭和50年）に県人口は戦後最低となった。1985年（昭和60年）に1,261,662人まで増加して第二のピークとなった後、人口は減少に転じている。なお、都市別・地域別には県全体の人口増減とは必ずしも同期しておらず、山形市がある村山地方（山形盆地）はほぼ1つの都市圏として機能し、県内における人口比率を上げている。

### 都市圏
都市雇用圏（10 % 通勤圏）の変遷
- 山形新幹線の駅が設置された都市圏は太字
  - 1992年 - 山形新幹線 （東京 - ）福島 - 山形 開業
  - 1999年 - 山形新幹線 山形 - 新庄 開業

| 1980年                 | 1990年                 | 1995年                 | 2000年                 | 2005年                 | 2010年                 | 2015年                 |
| ---------------------- | ---------------------- | ---------------------- | ---------------------- | ---------------------- | ---------------------- | ---------------------- |
| 山形 都市圏 41万5965人 | 山形 都市圏 43万2463人 | 山形 都市圏 46万4103人 | 山形 都市圏 47万5546人 | 山形 都市圏 54万7641人 | 山形 都市圏 54万4518人 | 山形 都市圏 53万4571人 |
| 酒田 都市圏 16万5515人 | 酒田 都市圏 16万1456人 | 酒田 都市圏 16万7682人 | 酒田 都市圏 16万5127人 | 米沢 都市圏 17万3163人 | 米沢 都市圏 16万5397人 | 米沢 都市圏 15万7871人 |
| 鶴岡 都市圏 14万7758人 | 鶴岡 都市圏 15万9095人 | 鶴岡 都市圏 15万7693人 | 鶴岡 都市圏 15万5356人 | 酒田 都市圏 15万9106人 | 酒田 都市圏 14万9789人 | 酒田 都市圏 14万2117人 |
| 米沢 都市圏 14万2686人 | 米沢 都市圏 14万3816人 | 米沢 都市圏 14万3315人 | 米沢 都市圏 14万1889人 | 鶴岡 都市圏 15万0387人 | 鶴岡 都市圏 14万4354人 | 鶴岡 都市圏 13万7380人 |
| 新庄 都市圏 9万1411人  | 新庄 都市圏 8万9673人  | 新庄 都市圏 8万7592人  | 新庄 都市圏 8万3909人  | 新庄 都市圏 9万0740人  | 新庄 都市圏 8万4319人  | 新庄 都市圏 7万7895人  |
| 長井 都市圏 6万2325人  | 東根 都市圏 7万4318人  | 東根 都市圏 7万3714人  | 東根 都市圏 7万4364人  | 長井 都市圏 5万5883人  | 長井 都市圏 5万2730人  | 長井 都市圏 4万9236人  |
| 東根 都市圏 4万0559人  | 長井 都市圏 6万1252人  | 長井 都市圏 5万9971人  | 長井 都市圏 5万8340人  |                        |                        |                        |
| 南陽 都市圏 3万6682人  | 南陽 都市圏 3万6971人  | 南陽 都市圏 3万6810人  | 南陽 都市圏 3万6189人  |                        |                        |                        |

■橙：村山地方
■青：最上地方
■緑：置賜地方
■紫：庄内地方
2005年に東根都市圏と南陽都市圏は、それぞれ山形都市圏と米沢都市圏に併合された。

## 歴史

### 古代
今から約3万年前ごろ（後期旧石器時代）に大型哺乳動物（ナウマンゾウ、オオツノシカ、ヘラジカなど）を狩猟する人々が山形に現れた。その時代の遺跡として最上川（真木遺跡朝日町、明神山遺跡寒河江市）や荒川（荒川遺跡小国町）・赤川などの主要河川やその支流の河岸段丘上に100カ所以上見つかっている。それらの遺跡からは、槍先に使う斜軸尖頭器や木の枝や骨に溝を付けそこに埋め込み利器とした石刃などの狩猟用道具が多く発見されている。
縄文時代の遺跡も数多く確認されているが、三崎山遺跡（飽海郡遊佐町）では大陸との交易によって入手したとみられる約3000年前の青銅刀子が出土している。日本国内での出土例としては最も古い部類に入る。日本海の海運によって弥生文化の伝搬も早期にもたらされたが、弥生後期には続縄文文化が県内を南下し、寒冷化による村落の水没とも相まって最上川流域では稲作が衰退した。
山形県で古墳文化が到来した時期は、思いのほか早く（海上の日本海側の交易ルートは新潟の糸魚川産の翡翠などの例もあるように古代から拓けていたため）、米沢盆地内の米沢市摘山古墳や南陽市蒲生田山2号墳- 4号墳は、4世紀前半には造営されていた。そして、県内最大、東北5番目の大きさを誇る前方後円墳の稲荷森古墳（全長96m、南陽市）が出現したのは西暦375年～400年の古墳時代の4世紀ごろであった。
当初、庄内地方は越後国の、置賜・村山・最上地方は陸奥国の一部であったが、越後国からの要請があり、和銅元年（708年）出羽（でわ）郡が置かれた。出羽は初め「いでは」と読み「出端」の意味で、越後の国からみて北端に出ていたことから命名されたと言われている。さらに翌年、出羽柵が設置された。出羽郡の範囲は、ほぼ最上川より以南の庄内地方を指していたらしいが、位置についての説は色々あって確定していない。和銅5年9月23日（712年10月27日）、出羽国建国が奏上され、元明天皇から裁可されて、同年（10月）に陸奥の国から最上・置賜の2郡を分けて出羽郡に合併し、出羽国が設けられ、庄内に国府が置かれた（城輪柵）。仁和2年（886年）最上郡が2郡に分割され、北が村山郡、南が最上郡となる。このころには羽州街道も整備されている。
時期・規模については諸説あるが、最上川中流域（寒河江市・天童市・河北町・東根市・村山市）に藻が湖という湖があったといい、行基・円仁らによって川道開削が行われ、縮小消滅したという伝承が残る。また「最上」の語源になったともいう。

### 中世
平安時代山形県地域には数多くの荘園が見られ、その多くは摂関家荘園であった。後期になると奥州藤原氏が荘園を管理したが、その滅亡と共に地頭請の武士たちが入部した（武藤氏（庄内大泉荘）、大江氏（長井荘・寒河江荘）、里見氏（成生荘）など）。南北朝時代には陸奥国の奥州探題・斯波氏が分派して山形に勢力を扶植し、地名を採って最上氏と称した。また、室町時代初期に陸奥国伊達郡を拠点としていた伊達氏が置賜地方に侵攻し、長井氏領を支配下においた。
戦国時代は最上郡（現・村山地方）の最上氏、置賜郡の伊達氏（天文の乱の後、本拠を伊達郡から米沢に移した）、庄内の大宝寺氏が割拠した。最上氏は最上義光、伊達氏は伊達政宗の名将が登場し、一大版図を築いた。豊臣秀吉の奥州仕置と米沢への上杉氏の転封により、関ヶ原の戦いにおいては、会津・上杉軍と山形・最上氏との間で激戦が繰り広げられた。（長谷堂城の戦い）

### 近世
江戸時代初期に最上氏が改易となると、山形藩に鳥居忠政が入り、その縁戚関係として庄内藩に酒井忠勝、新庄藩に戸沢政盛、上山藩に松平重忠が入った。その他、米沢藩、米沢新田藩、（出羽）松山藩（→松嶺）、天童藩、長瀞藩の各藩と20万石に及ぶ天領があった。明治時代の地方区分では、羽前国全域と、羽後国の飽海郡が、現在の山形県に相当する。
河道整備や舟運の発達により最上川が主要な輸送ルートとなり、流域では商業が発展し上方の文化が移入した。
- 米沢藩 - 上杉鷹山
- 庄内藩 - 清河八郎 - 新徴組
- 幕末、慶応3年（1867年）に現県域内にあった藩
  - 米沢藩 - 米沢新田藩 - 上山藩 - 山形藩 - 長瀞藩 - 天童藩 - 新庄藩 - 庄内藩（鶴岡藩） - （出羽）松山藩
- 主要な街道
  - 羽州街道、羽州浜街道、米沢街道、西部街道、長井街道、寒河江街道
  - 六十里越街道、出羽仙台街道、中羽前街道、北羽前街道、小国街道、八谷街道、舟形街道、狐越街道

### 近代
- 明治元年（1868年） - 戊辰戦争
  - 9月 - 庄内藩、新政府軍に降伏[10]。

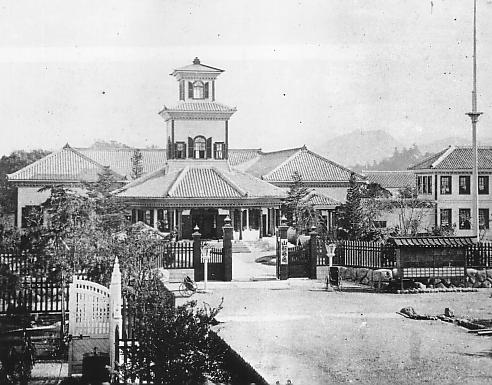
明治時代の初代山形県庁

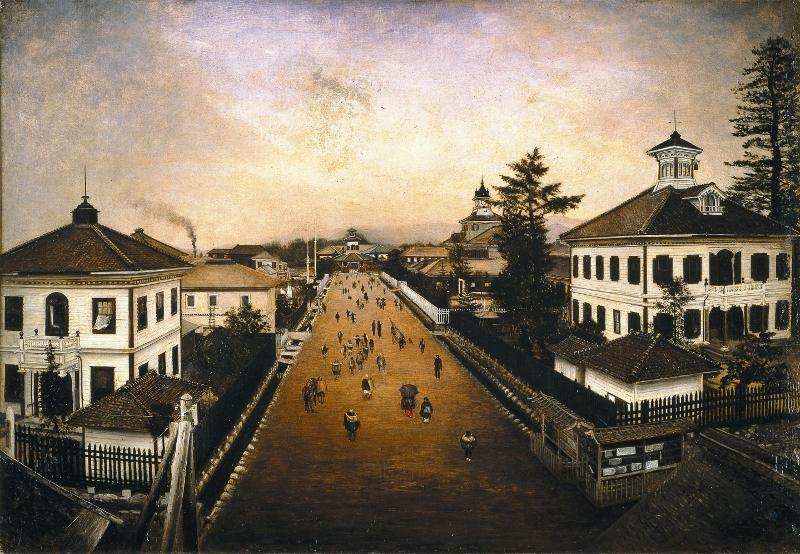
明治14年の山形県庁前

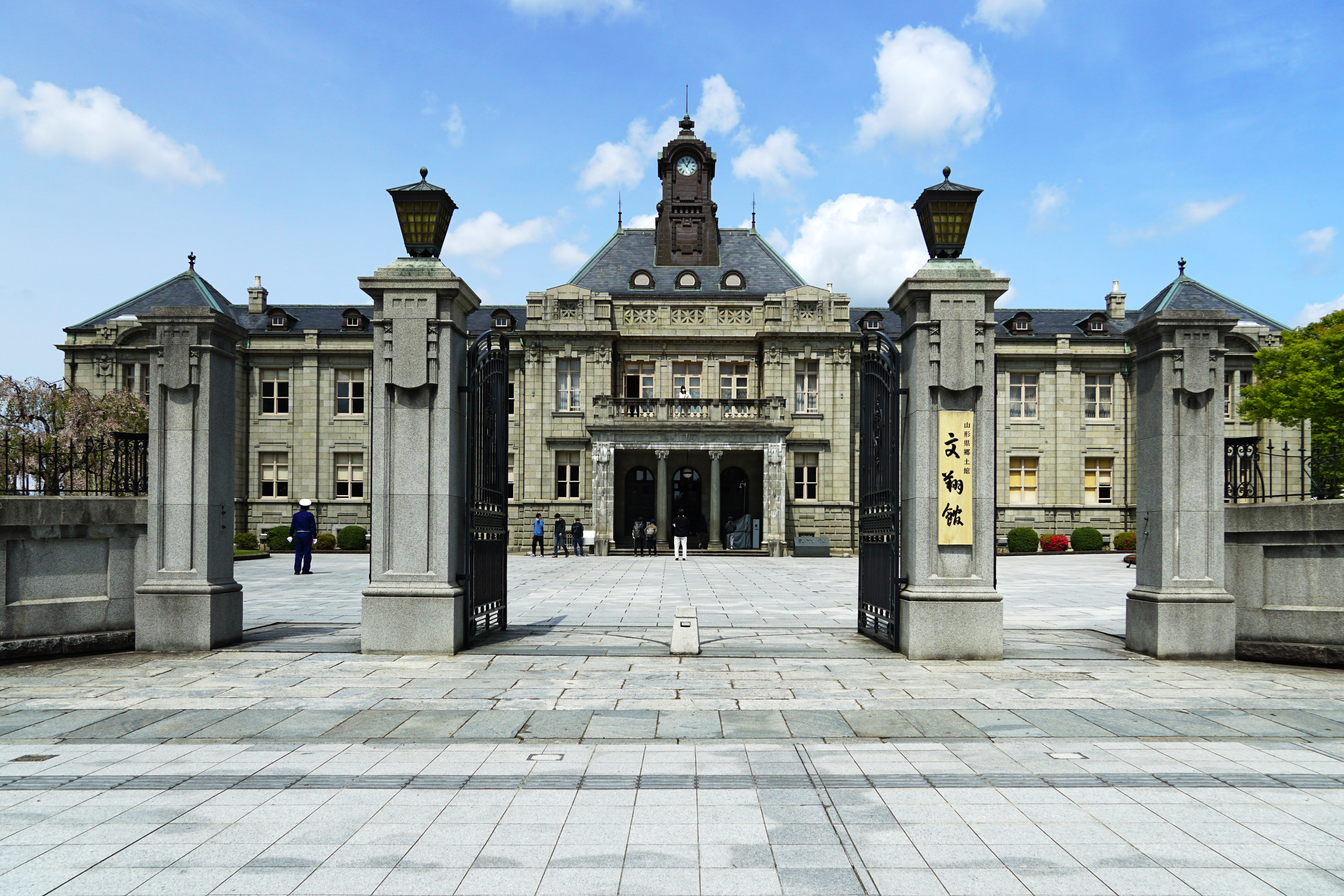
2代目山形県庁舎（文翔館）

  - 10月 - 新政府軍、庄内藩より接収した酒田に軍務官と民政局を置き、軍政下に置く（参謀：船越洋之助）[10]。
  - 12月 - 出羽国が羽前・羽後両国に分割、戦後処理として米沢・上山・天童・鶴岡（庄内）・松山の各藩が減封される。
- 明治2年（1869年）
  - 1月 - 酒田に酒田民政局（長官：西岡周碩）が置かれる[11]。旧出羽国内にはほかに、旧幕府領を管轄する柴橋民政局（長岡民政局とも）・尾花沢民政局が設置された。
  - 6月 - 版籍奉還後、米沢新田藩が廃され米沢藩へ編入。他の藩は存続するが、鶴岡藩は大泉藩、松山藩は松嶺藩と改称される（鶴岡藩の改称は9月）。
  - 7月 - 酒田など3民政局を廃止し、酒田県（第1次）を設置。羽前国村山郡の長岡代官所（現寒河江市に所在）管轄の旧幕府直轄地（天領）113村、棚倉藩領12村、上山藩領7村、館林藩領2村、田川郡の大泉藩領99村、羽後国飽海郡の大泉藩領244村、由利郡の旗本領20村、亀田藩領3村を管轄。
  - 11月 - 長瀞藩が上総国（現千葉県）に移転（→大網藩）。羽前国内の旧領4村を酒田県に編入。
- 明治3年（1870年）
  - 7月 - 山形藩が近江国（現滋賀県）に移転（→朝日山藩）。羽前国内の旧領51村を酒田県に編入。
  - 9月 - 前年来の庄内地方における農民騒動「天狗騒動」[11]に対する不手際から、酒田県知事大原重実が罷免される[12]。県庁は山形に移されて山形県（「旧山形県」[13][14]。知県事：坊城俊章）が設置される[11]。
- 明治4年（1871年）
  - 7月14日 - 廃藩置県により米沢県、上山県、天童県、新庄県、大泉県、松嶺県が設置され、既存の山形県とともに7県となる。
  - 8月 - 天童県が廃され、山形県に編入される。
  - 11月2日 - 第1次府県統合により山形県（村山郡・最上郡）、置賜県（置賜郡）、酒田県（第2次。田川郡・飽海郡）の3県に統合される。
- 1873年（明治6年） - 酒田県管轄下の庄内地方で「ワッパ騒動」発生[15]。
- 1874年（明治7年）12月 - 酒田県令に三島通庸が就任[16]。
- 1875年（明治8年）8月31日 - 酒田県の県庁が鶴岡に移転し鶴岡県と改称される。
- 1876年（明治9年）8月21日 - 第2次府県統合により山形、置賜、鶴岡の3県を統合し現在の山形県となる。初代県令には三島通庸（前鶴岡県令）が就任。現在の山形市旅篭町に県庁設置。
- 1877年（明治10年）7月 - 三島通庸県令、県内有力者を山形に招き、県の諮問機関として「県会」を開設[17][18]。
- 1878年（明治11年） 
  - 7月 - 府県会規則公布。これにもとづいた山形県会が設置される[17]。
  - 11月 - 郡区町村編制法により村山・置賜・田川の各郡を分割。県内に次の11郡が設置される。
    - 南村山郡、東村山郡、西村山郡、北村山郡、最上郡、南置賜郡、東置賜郡、西置賜郡、東田川郡、西田川郡、飽海郡
- 1881年（明治14年） - 三島通庸県令により米沢と福島を結ぶ萬世大路開通。
- 1889年（明治22年）4月 - 南村山郡山形・南置賜郡米沢がそれぞれ市制施行し、山形市・米沢市となる。町村制により、8町213村が誕生。
- 1891年（明治24年） - 県下に郡制を布く。
- 1911年（明治44年）5月8日 - 山形市北大火により山形県庁全焼。
- 1924年（大正13年）10月1日 - 西田川郡鶴岡町が市制施行し、鶴岡市となる。
- 1933年（昭和8年）4月1日 - 飽海郡酒田町が市制施行し、酒田市となる。
  - 7月25日 - 山形測候所（山形地方気象台の前身）で40.8°Cを記録。2007年（平成19年）8月16日に熊谷市および多治見市で40.9°Cが観測されるまで、74年間にわたって国内最高気温であった。
- 1947年（昭和22年）8月 - 昭和天皇の戦後巡幸。県内の被災者、引揚者などを慰問、山間部の開墾や同月発生した水害復旧に当たった者を激励。各地で市民の奉迎に応える[19]。
- 1968年（昭和43年） - 13市27町4村の体制となる。
- 1975年（昭和50年）9月9日 - 山形県庁を現在地に新築移転。
- 2005年（平成17年）- 平成の大合併により13市19町3村の体制となる。
- 2020年（令和2年）7月29日 - 集中豪雨により最上川が氾濫、県内各地で被害多数[20]。県下31市町村に災害救助法が適用[21]。
- 2022年（令和4年）8月3日 - 記録的な大雨により米沢市、長井市、南陽市、高畠町、川西町、飯豊町、小国町に大雨特別警報が発表。置賜地域では停電や断水が発生したほか、飯豊町小白川地区の大巻橋、JR米坂線の小白川にかかる小白川橋梁の崩落などの被害が発生。この大雨の影響で最上川など計13か所で氾濫が発生した[22][23][24]。

## 人口
| 増加 0.0 - 2.49 % | 減少 0.0 - 2.5 % 2.5 - 5.0 % 5.0 - 7.5 % 7.5 - 10.0 % 10.0 % 以上 |

山形県市町村人口増減率分布図（2015年度と2020年度国勢調査から算出）
増加
0.0 - 2.49 %
減少
0.0 - 2.5 %
2.5 - 5.0 %
5.0 - 7.5 %
7.5 - 10.0 %
10.0 % 以上

山形県の人口は1950年の135,7万人をピークに減少傾向である。かつては東北地方では福島県に次ぐ東北第2の県であったが、1925年（大正14年）に宮城県に抜かれたのをきっかけに、岩手県、青森県、秋田県に抜かれ、東北地方で最も人口が少ない県になったことがある。その後は、1970年代に入ってから再び増加に転じ1989年(平成元年）には127万人まで増加し、秋田県を抜かし、東北第5位の人口規模となった。しかしその後、1990年に入って山形県の人口は再び減少に転じ、その後は3度目の増加に転じることは無かった。

2020年の国勢調査によると山形県の人口は106万8696人となっていて、ピーク時より約29万人減少した。特に2000年以降は合計23万人以上減少している。国立社会保障・人口問題研究所の2023年の予測によると、山形県の人口は2030年に94.5万人、2040年には82.8万人になると推計されている。
| |                                        |  |
| 山形県と全国の年齢別人口分布（2005年） | 山形県の年齢・男女別人口分布（2005年） |  |
| ■紫色 ― 山形県 ■緑色 ― 日本全国 | ■青色 ― 男性 ■赤色 ― 女性              |  |
| 山形県（に相当する地域）の人口の推移 \| 1970年（昭和45年） \| 1,225,618人 \| \| \| 1975年（昭和50年） \| 1,220,302人 \| \| \| 1980年（昭和55年） \| 1,251,917人 \| \| \| 1985年（昭和60年） \| 1,261,662人 \| \| \| 1990年（平成2年） \| 1,258,390人 \| \| \| 1995年（平成7年） \| 1,256,958人 \| \| \| 2000年（平成12年） \| 1,244,147人 \| \| \| 2005年（平成17年） \| 1,216,181人 \| \| \| 2010年（平成22年） \| 1,168,924人 \| \| \| 2015年（平成27年） \| 1,123,891人 \| \| \| 2020年（令和2年） \| 1,068,027人 \| \| |                                        |  |
| 総務省統計局 国勢調査より |                                        |  |
| 1970年（昭和45年） | 1,225,618人                            |  |
| 1975年（昭和50年） | 1,220,302人                            |  |
| 1980年（昭和55年） | 1,251,917人                            |  |
| 1985年（昭和60年） | 1,261,662人                            |  |
| 1990年（平成2年） | 1,258,390人                            |  |
| 1995年（平成7年） | 1,256,958人                            |  |
| 2000年（平成12年） | 1,244,147人                            |  |
| 2005年（平成17年） | 1,216,181人                            |  |
| 2010年（平成22年） | 1,168,924人                            |  |
| 2015年（平成27年） | 1,123,891人                            |  |
| 2020年（令和2年） | 1,068,027人                            |  |

### 山形県人口動態
2025年現在の人口は99万人となっており100年前の1925年(大正14年)の国勢調査に比べて3万人下回っている。山形市・東根市・天童市は人口減少が緩やかだが、庄内や最上では人口減少が大きくなっている。
| 実施年 | 人口（人） | 増減人口（人） | 人口増減率(%) | 国内増減率(%) | 増加率全国順位 |
| ------ | ---------- | -------------- | ------------- | ------------- | -------------- |
| 1960年 | 1,320,664  | -              | -             | -             | -              |
| 1965年 | 1,263,103  | 57,561         | 4.36          | 5.20          | 40位           |
| 1970年 | 1,225,618  | 37,485         | 2.97          | 5.54          | 40位           |
| 1975年 | 1,220,302  | 5,316          | 0.43          | 7.92          | 45位           |
| 1980年 | 1,251,917  | 31,615         | 2.59          | 4.57          | 39位           |
| 1985年 | 1,261,662  | 9,745          | 0.78          | 3.40          | 43位           |
| 1990年 | 1,258,390  | 3,272          | 0.26          | 2.12          | 33位           |
| 1995年 | 1,256,958  | 1,432          | 0.11          | 1.58          | 37位           |
| 2000年 | 1,244,147  | 12,811         | 1.02          | 1.08          | 43位           |
| 2005年 | 1,216,181  | 27,966         | 2.25          | 0.66          | 41位           |
| 2010年 | 1,168,924  | 47,257         | 3.89          | 0.23          | 43位           |
| 2015年 | 1,123,891  | 45,033         | 3.85          | 0.75          | 42位           |
| 2020年 | 1,068,696  | 55,195         | 4.91          | 0.75          | 43位           |

## 政治
- 知事：吉村美栄子
- 副知事：平山雅之
- 県議会議長：坂本貴美雄

### 歴代知事（公選）
- 初代 村山道雄（1947年4月 - 1955年1月 2期）
- 2代 安孫子藤吉（1955年2月 - 1973年8月 5期）
- 3代 板垣清一郎（1973年10月 - 1993年1月 5期）
- 4代 高橋和雄（1993年2月 - 2005年2月 3期）
- 5代 齋藤弘（2005年3月 - 2009年2月）
- 6代 吉村美栄子（2009年2月 - ）

### 財政

#### 平成19年度
- 財政力指数 0.33
  - IIIグループ（財政力指数0.3以上、0.4未満）11自治体中5位

#### 平成18年度
- 財政力指数 0.32
  - IIIグループ（財政力指数0.3以上、0.4未満）11自治体中8位

#### 平成17年度
- 財政力指数 0.30
  - IVグループ（財政力指数0.3未満）14自治体中1位

#### 平成16年度
- 財政力指数 0.28
  - IVグループ（財政力指数0.3未満）15自治体中2位

## 経済・産業

### 農業
山形県は果樹王国として全国的に有名である。主な生産品としてはサクランボがあり、高級ブランド佐藤錦が名産である。
- サクランボ - 佐藤錦の生産地
- セイヨウナシ - ラ・フランスの生産地
- ブドウ
- そば
- スイカ - 尾花沢スイカ
- メロン - 庄内砂丘メロン
- ホップ - ホップの生産状況（東北）について（2006年　東北農政局統計）

米の収穫量は、かつては農業生産の約七割が米だった。2006年の県別順位で5位の419,000トン（農林水産省統計）で、東北各県や新潟県とともに稲作が盛んな地として知られる。（主力品種：はえぬき、つや姫、雪若丸）
- 庄内地方では養豚が盛んに行われている。（平牧三元豚など）酒田市には養豚試験場がある。
- 置賜地方では米沢牛が生産されている。

### 名産
- 鋳物鉄器類の生産地（山形市）
- 将棋駒の生産地（天童市）
- 金魚の生産地 （庄内金魚）

### 工業
- でん六（山形市）
- 東ソー（山形市 酒田市 事業所）
- トプコン山形（山形市）
- ミクロン精密（山形市）
- ミツミ電機（山形市 事業所）
- 東北パイオニア（天童市）[注釈 1]
- エムテックスマツムラ（天童市）
- 日新製薬（天童市）
- スリーエムジャパンプロダクツ（東根市 事業所）
- 山形カシオ（東根市）
- THK（東根市 事業所）
- アイジー工業（東根市）
- 日東ベスト（寒河江市）

- 山形航空電子（新庄市）
- 東北エプソン（酒田市）
- 花王（酒田市 事業所）
- スタンレー鶴岡製作所（鶴岡市）
- ソニーセミコンダクタマニュファクチャリング山形テクノロジーセンター（鶴岡市 事業所）
- ヒューマン・メタボローム・テクノロジーズ（鶴岡市）
- マーレエンジンコンポーネンツジャパン（鶴岡市、大江町 事業所）
- スパイバー（鶴岡市）
- ワテック（鶴岡市）
- AGCディスプレイグラス米沢（米沢市）
- フジクラ電装（米沢市）
- 丸定（米沢市）
- かわでん（南陽市）

- エヌ・デーソフトウェア（南陽市）
- 日本重化学工業（小国町、酒田市 事業所）
- クアーズテック（小国町 国内最大の事業所）
- セゾンファクトリー（高畠町）

### 金融機関
- 指定金融機関 - 山形銀行
- 指定代理金融機関 - 荘内銀行

## 生活・交通

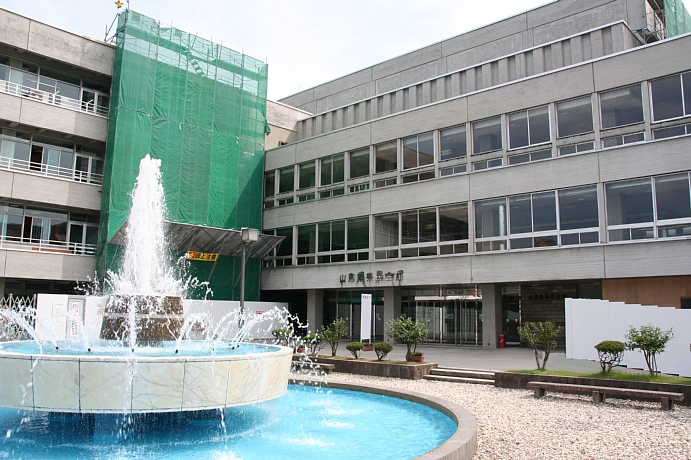
山形県県民会館（閉館）

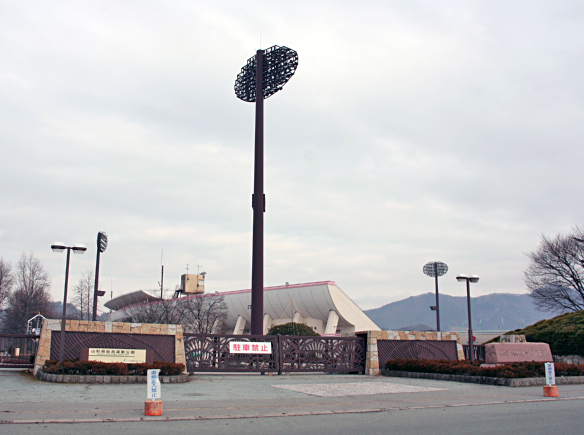
NDソフトスタジアム山形

### 警察
- 山形県警察

### 消防
- 山形市消防本部・上山市消防本部・天童市消防本部・西村山広域行政事務組合消防本部・村山市消防本部・東根市消防本部・尾花沢市消防本部・最上広域市町村圏事務組合消防本部・置賜広域行政事務組合消防本部・西置賜行政組合消防本部・鶴岡市消防本部・酒田地区広域行政組合消防本部

### 税務
- 山形税務署・米沢税務署・鶴岡税務署・酒田税務署・新庄税務署・寒河江税務署・村山税務署・長井税務署

### 法務
- 山形地方法務局 - 本局、村山出張所
  - 寒河江支局・新庄支局・米沢支局・鶴岡支局・酒田支局

### 公共施設
- 山形県総合文化芸術館（山形市）
- 山形県県民会館（山形市・2019年11月30日閉館）
- NDソフトスタジアム山形（天童市）
- 山形県野球場（中山町）
- 山形県総合交通安全センター（天童市）
- 山形市総合スポーツセンター (山形市)

### 交通

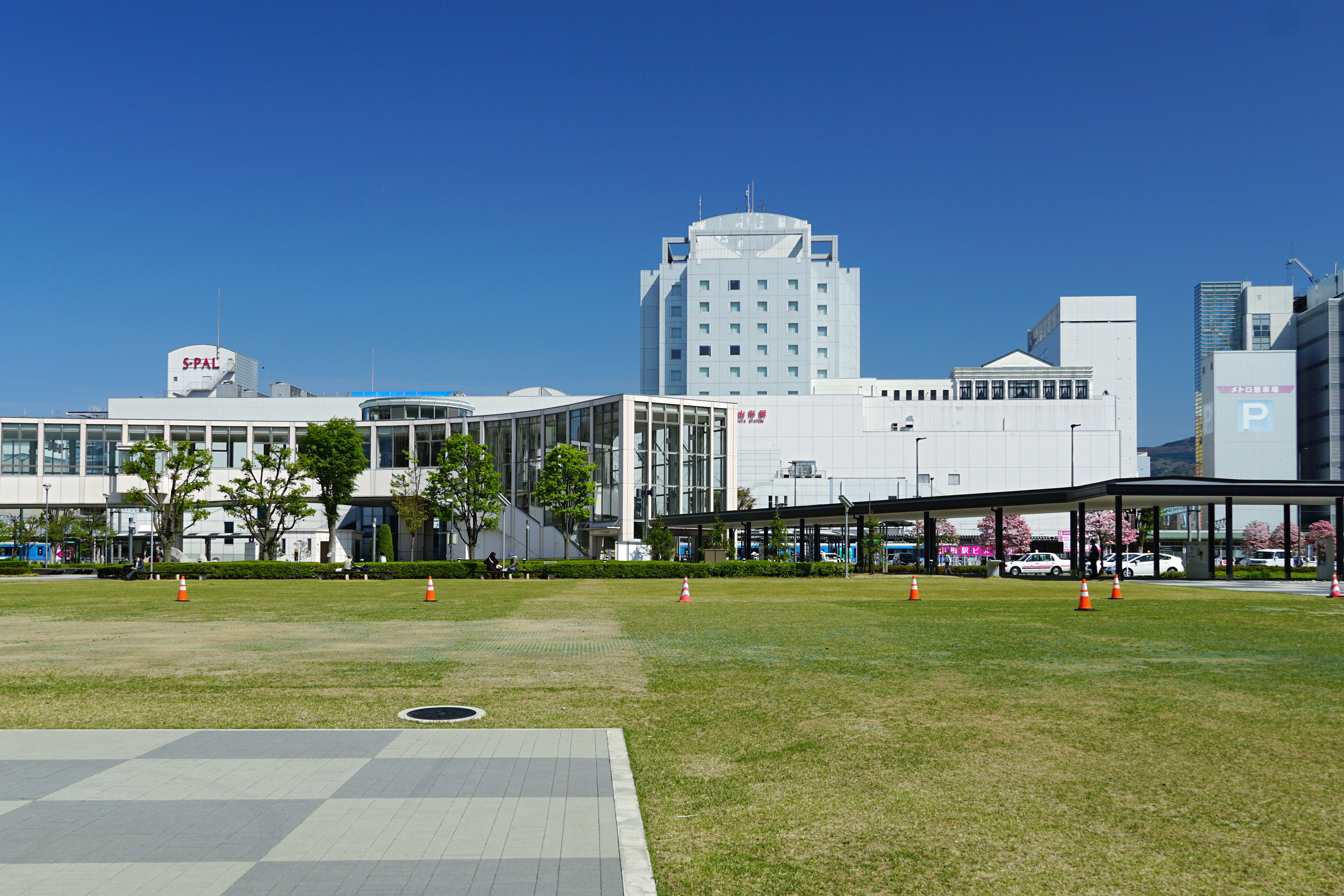
山形県の代表駅 「山形駅」

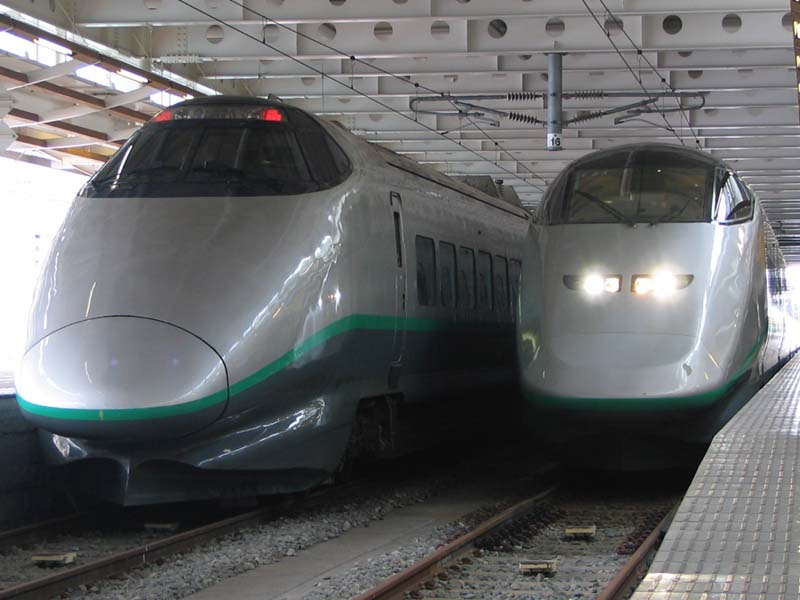
山形新幹線で使用されていた400系（左）とE3系（旧塗装）（右）（新庄駅）

「JR仙山線」や「山形・仙台間高速バス」、国道48号（関山街道）や国道286号（笹谷街道）、山形自動車道などの多様な交通網の発達に伴って山形県民の宮城県での消費量が増加し、近年においては宮城県の商業圏が山形県村山地方にまで広がっている。そのため物流や観光の振興、文化交流などが図られた一方、山形県の中心市街地の衰退にも繋がっているという状況となっている。

#### 道路
高速自動車国道
- E48 山形自動車道
  - 月山道路
- E13 東北中央自動車道
  - 米沢南陽道路
  - 尾花沢新庄道路
  - 新庄北道路
  - 主寝坂道路
- E7 日本海東北自動車道

※は並行する自動車専用区間
地域高規格道路
- 新庄酒田道路
  - 新庄南バイパス
  - 新庄古口道路
  - 高屋道路
  - 余目酒田道路
- 新潟山形南部連絡道路
  - 赤湯バイパス

一般国道
- 国道7号
- 国道13号
- 国道47号
- 国道48号
- 国道112号

- 国道113号
- 国道121号
- 国道286号
- 国道287号
- 国道344号

- 国道345号
- 国道347号
- 国道348号
- 国道399号
- 国道458号

その他道路
- 山形県の県道一覧

#### 鉄道
多くの区間が単線であり、山形市内の一部区間 を除いて本数は毎時1本以下である。
- 山形新幹線
- 奥羽本線
  - 山形線（福島 - 新庄間の愛称）
- 羽越本線
- 仙山線
- 左沢線
- 陸羽西線
- 陸羽東線
- 米坂線
- 山形鉄道フラワー長井線

#### バス
内陸部では山交バスが、庄内では庄内交通が都市内、都市間バスを運行している。ただし、山形におけるバス交通をみる場合に何よりも重要なのが仙台都市圏との高速バスによる交通である。山形 - 仙台間の高速バスは1981年に1日4往復でスタートし、1990年代半ばには年間利用者が60万人に達した。その後、山形自動車道の整備や運行回数の増加などにより利便性が高まり、2004年度には100万人を突破。2006年には128万人の利用者となっている。現在も電車よりはるかに本数は多く、ラッシュ時には5分間隔である。また、仙台へは酒田、鶴岡、米沢、上山、寒河江、新庄の各市をターミナルとした路線も開設されており、合計で1日約4,500人が利用している。山交バスと庄内交通の双方が運行する庄内 - 山形間の高速バスも一日約300名が利用している。

#### 空港

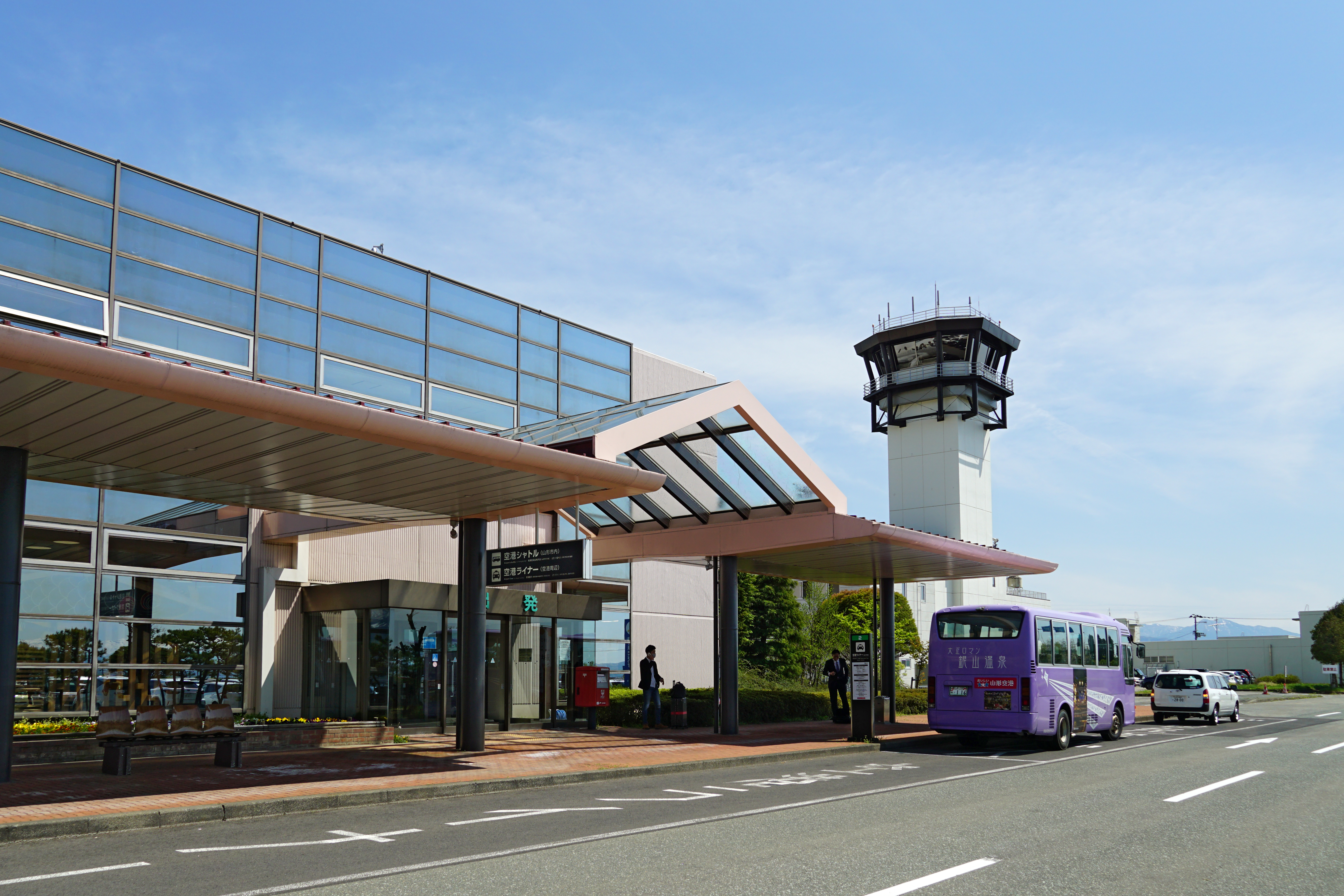
山形空港

航路では東根市に山形空港、酒田市に庄内空港が位置する。山形空港は1991年に利用者74万人を達成したが、山形新幹線の延伸、東京便、札幌便の減便や使用機材の小型化などにより、2006年には20万人を割り込んでいる。一方、庄内空港では1991年に就航した東京便が順調に伸び、ここ数年は40万人前後の利用者数を維持している。2019年からはLCCのジェットスター・ジャパンも成田国際空港から就航開始したものの、COVID-19に伴う航空需要減退により長期運休となり、2021年3月28日から廃止となった。
- 山形空港
  - 日本航空（JAL）[27]
    - 東京国際空港（羽田空港）
    - 大阪国際空港（伊丹空港）

  - フジドリームエアラインズ（FDA）[28]
    - 新千歳空港
    - 名古屋飛行場（小牧空港、県営名古屋空港）
- 庄内空港
  - 全日本空輸（ANA）
    - 東京国際空港（羽田空港）

### 医療・福祉
山形県では、高齢化率が25.5%（2005年）と全国第四位の数値となっており、高齢化が進行しているものの、平均在院日数は全病床で29.4日（全国平均34.7日）、老人医療費は一人あたり69万5,675円（全国平均82万1,403円）であり全国でもトップクラスの低い値にある。
2006年10月現在の病院数は70、人口10万人あたりの病院数は5.8（全国7.0）。病床数は1万5,328床、人口10万対では1,268.9（全国 1,273.1）。一般診療所は924、人口10万人あたりの一般診療所数は76.5（全国77.2）であるが、病床を有する一般診療所は 123 で減少傾向にあり、病床数は1,275床、人口10万対では105.5（全国 125.1）である。また、2006年12月末現在の県内の医師数は2,452名、人口10万人対医師数は203.0（全国217.5）となり、村山地区では全国平均を上回っているものの、他地区では全国平均を下回っている。
村山医療圏では、山形大学医学部附属病院と山形県立中央病院の2病院が三次医療機関として県全域をカバーする高度医療を提供するとともに、山形市立病院済生館、山形済生病院など基幹となる病院や民間病院が山形市内に集中しており、寒河江・西村山地区では山形県立河北病院が、北村山地区では北村山公立病院が核となっている。
最上医療圏では山形県立新庄病院が基幹病院となっており、置賜医療圏では公立置賜総合病院と米沢市立病院が基幹病院としての役割を担っている。庄内医療圏では、北庄内が病院統合の結果、日本海総合病院が急性期医療を、日本海総合病院酒田医療センターが回復期医療を担う形で中核医療を担い、南庄内では鶴岡市立荘内病院が基幹病院となっている。
災害拠点病院
- 山形県災害拠点病院

保育所
- 山形県保育所一覧

### 教育
山形県では1998年度に大学などへの進学率が就職率を初めて上回り、その後も進学率の方が高い状況が続いている。2016年度の県内高校卒業者10,204人を見ると、大学など進学率は44.9％（全国平均54.7％）、専門学校進学率は18.7％（全国平均16.4％）、就職率は29.8％（全国平均17.9％）であった。ただし、大学など進学率を全国平均と比較すると10ポイント（数に直すと1,000人）ほど低く、東京都の約半数にとどまる。他方で、県外の大学などへの進学率が71.9％を占めており、若者の県外流出を強めている。
大学
- 山形県の大学一覧

通信制大学
- 放送大学 山形学習センター

高等専門学校
- 鶴岡工業高等専門学校

専修学校
- 山形県専修学校一覧

特別支援学校
- 山形県特別支援学校一覧

高等学校
- 山形県高等学校一覧

中学校
- 山形県中学校一覧

小学校
- 山形県小学校一覧

幼稚園
- 山形県幼稚園一覧

### マスメディア

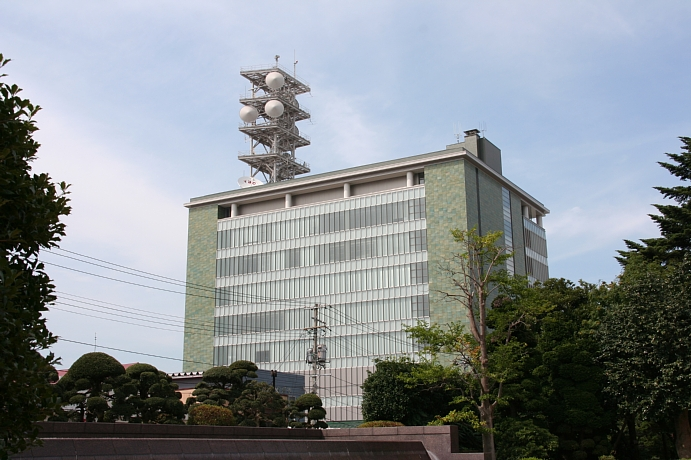
山形メディアタワー（山形市、山形新聞社・山形放送本社が入居）

#### 新聞
- 山形新聞社
- 荘内日報社
- 河北新報（本社 : 仙台市）本県と福島の南東北版

#### テレビ局
山形市に全ての局の放送センターがある。テレビ東京以外のキー局の看板番組はすべて山形県で視聴することが可能である。
デジタルテレビ・県域FM局・補完FM局の親局送信所はいずれも西蔵王高原に設置されている。
- NHK山形放送局
- 山形放送 (YBC)（NNN系列）
- 山形テレビ (YTS)（ANN系列）
- テレビユー山形 (TUY)（JNN系列）（本社：酒田市。放送センター：山形市）
- さくらんぼテレビジョン (SAY)（FNN系列）- アナログ放送に関しては山間部では中継局がないため視聴不可の地域があったが、デジタル放送ではデジタル新局で中継局を開局した所もあるため、山間部の一部地域を除き、ほぼ県内全域で受信可能となった。

#### ラジオ局
- AMラジオ局
  - NHK山形放送局
  - 山形放送（JRN・NRN系列）
- FMラジオ局
  - エフエム山形 (Rhythm Station)（JFN系列）
  - NHK山形放送局

#### ケーブルテレビ局
- 山形県のケーブルテレビ局（参照）

#### コミュニティ放送局
- ラジオモンスター（山形市）
- 酒田エフエム放送（ハーバーRADIO）（酒田市）
- エフエムNCV おきたまGO！（米沢市）
- エフエムい～じゃん おらんだラジオ（長井市）
- あすラジ（新庄市）

## 文化・スポーツ

### 方言

#### 概要
山形県の方言は中央部を縦断する朝日・出羽山地を境に、大きく庄内方言（北奥羽系）と内陸方言（南奥羽系）とに分けられる。内陸方言はさらに最上・村山・置賜の各地方境界にほぼ沿いつつ3区分される。
現在、全国的には主に「山形弁＝山形県の方言」として一括りにまとめられて認知されているが、正確には山形県内の方言には上記のように細かくいくつかの種類がある。そのため、地域によってはその地域のみでしか使われていない方言もあり、同じ山形県民同士でも住んでいる地域次第ではほとんど通じないこともある。

#### 発音
発音では、庄内（小国町を含む）・最上地方（舟形町・最上町を除く）に東京式アクセント、最上町に特殊アクセントが分布するが、村山（舟形町を含む）・置賜地方は無アクセントである。また、庄内・最上方言では連母音の融合が盛んだが、村山・置賜方言では目立たないなどの特徴もある。

#### 文法
文法では動詞の命令形が庄内ではレ語尾、内陸ではロ語尾となるほか、推量・意志表現ともに内陸で「オギンベ」を用いるのに対して、庄内では「オギロ」（意志）・「オギンデロ」（推量）となり対立する。また、庄内・最上方言では形容詞は無活用に近い。

#### 他県の方言との関連性
庄内方言は新潟県・秋田県との共通性をもち、上方語の影響も目立つのに対して、内陸方言は宮城県・福島県との関連性が高い。その中でも村山方言は小藩が幾分にも分立した歴史背景もあり、さらに複雑な分布形態を示す語が多い。

#### 方言にまつわる逸話
①の読み方
標準語では①は「まるいち」、（1）は「かっこいち」と読むが、山形では①を「いちまる」②を「にまる」と読み、（1）を「いちかっこ」（2）を「にかっこ」と読むなど、中の数字を先に読むのが一般的である。同じ東北地方でも他県では「まるいち」であり、「いちまる」と読むのは山形県のみである。学校や企業でも「いちまる」と読まれるなどあまりにも強く一般的に定着しているため、山形独自の「方言」であることを知らずに県外へ出た人が①を当たり前のように「いちまる」と読んでしまい他県出身の人から不思議がられるということがしばしば起きている。最近は標準語を使う人、方言を使う人、混ぜる人にはっきりとわかれつつある。
その他
- A組を「えーくみ」、7時を「ななじ」、3階を「さんかい」と読む。
- 「こわい」＝疲れた、「まんま」＝ご飯、「あいべ」＝行こう (Let's go) 、「投げる」＝捨てる、という意味で用いることがある。
- 日本一短い会話がある。「けぇ（食べなさい）」「くぅ（食べます）」「こ（食べましょう）」がそれであり、これを使った日清食品の地方 CM が作られたこともある。
- 山形弁（特に村山弁）では、語尾に「ッス」、「ッシ」を付けることで全ての言葉が丁寧な表現になる。

たとえば「んだね」（そうだね）を丁寧にすると「んだねっす」（そうですね）となる。同様に「 - してけろ」（ - してくれ）は「 - してけろっす」（ - してください）となる。促音は話者によってしばしば聞き取れないほどに短くなるため、「んだねす」「してけろす」と聞こえることも多い。

#### 県内の代表的な方言
- 北奥羽方言
  - 庄内弁（庄内地方）
    - 庄内北部方言（庄内北部）
    - 庄内南部方言（庄内南部）

  - 小国弁（西置賜郡小国町）
  - 大鳥方言・三面方言（山形県鶴岡市大鳥地区・新潟県村上市三面地区）
- 南奥羽方言
  - 村山弁（村山地方）
  - 置賜弁（置賜地方）
  - 新庄弁（最上地方）

#### 関連番組
NHK山形放送局は、山形市出身の柴田徹アナウンサーが2006年に“凱旋”したこともあり、その柴田がプロデューサーとなり2007年から『今夜はなまらナイト』という番組を随時放送している。
番組は始めから終わりまで山形弁で喋り通すことをモットーとしているが、レギュラーの県内出身者が村山地方に偏っていることから、番組で飛び交う言葉はほとんどが村山弁である。そのため、ゲストに米沢市出身の俳優・眞島秀和や庄内代表として上々颱風のヴォーカル・白崎映美らを起用するなどして、県内他地域の方言・習慣についても取り上げるよう努めている。
山形県内における同番組の反響は常に大きく、最近では全国的に地域の方言文化を見直す契機となっている。

### 食文化
郷土料理
特徴
山形県の食文化の特徴に挙げられるのが、魚の塩焼きや漬物に醤油を掛けるほどの塩分が濃い味付けである。これは、東北地方の他県と同様に四季の気候、特に冬場の厳しい気候によるところが大きい。他県と違うのは、県内の方言などと同様にその地理的・歴史的背景の影響を大きく受けていることである。例えば、同じ山形県の郷土料理でも味付けや材料が異なる場合がある。代表的な郷土料理の一つに挙げられる「芋煮」は、芋煮会が開催されるほどの郷土料理であり、県内4地方によってそれぞれ味付けや材料（里芋だけは全地域共通）が異なる。全国的に連想される山形の芋煮は、村山地方（醤油味・牛肉・長ねぎ・平こんにゃく）の形である。
麺文化
山形県は全国でも有数の麺類、特にラーメンの消費地として知られている。これは、県内では終戦直後辺りから来客へのもてなしや外食の際によく食されていたのがラーメンだった名残である。「酒田のラーメン」「米沢ラーメン」「赤湯ラーメン」などが知られている。近年では山形の厳しい夏場の気候から生まれた「冷やしラーメン」が新たな山形の郷土料理として有名になりつつある。また、ラーメンに次いで消費される麺類として蕎麦が挙げられる。これは、県内の激しい寒暖の差を利用して古来から蕎麦粉が盛んに作られてきたからである。昔から「板そば」が有名で、近年になって徐々に知名度を上げつつあるのが、大正時代に河北町で生まれた「冷たい肉そば」である。
漬物文化
漬物は、冬場の重要な栄養源として、内陸部の山間地域に位置する豪雪地帯を中心に古来から盛んに食されてきた。おみ漬けや青菜漬けが元来有名な郷土の漬物であったが、近年は同県に縁のあるダニエル・カールがNHKの料理番組で紹介したのをきっかけに知名度を上げた「だし」の方が有名である。
その他
県内には他にも様々な郷土料理がある。
- 近年、他県にも広く知られるようになったものに「だだちゃ豆」がある
- 県内の祭りの屋台ではお好み焼きに似た、「どんどん焼き」の屋台が数多く出店されている
- 県内では納豆も他県と比べると盛んに食されており、納豆を使った郷土料理として「納豆汁」「ひっぱりうどん」などがある
- 季節限定の郷土料理としては、冬場の庄内地方を中心に食されている郷土料理の「寒鱈汁（どんがら汁）」や正月の置賜地方でおせちとともに食される「鯉の甘露煮」や「鯉こく」といった鯉料理がある
- 変わった郷土料理（珍味）として、マスコミにたびたび報道されるのが「もってのほか（食用菊）」を使った郷土料理や「いなごの佃煮」である
- 山形県はコンニャクの消費量が全国1位である[34]。また、郷土の食材としてコンニャクを丸型に加工した「玉こんにゃく」という食材があり、山形県では鍋物や煮物の中に入れたりの他に、数個の玉こんにゃくを串で刺して醤油で味付けただけ（好みで薬味のからしを付けることがある）の「玉こんにゃく（他県では「山形おでん」と呼ばれている）」という郷土料理がある。なお、県内にはコンニャクを使った懐石料理を出す飲食店もある。

### 伝統工芸
経済産業大臣指定伝統的工芸品
- 米沢紬（織物、1976年）
- 山形鋳物（金工品、1975年）
- 山形仏壇（仏壇・仏具、1980年）
- 天童将棋駒（その他工芸品、1995年）
- 羽越しな布（染色、2005年）

伝統工芸品

### スポーツ
- サッカー・Jリーグ：モンテディオ山形
- バスケットボール・Bリーグ：山形ワイヴァンズ
- バレーボール・V・チャレンジリーグII女子 ：プレステージ・インターナショナルアランマーレ
- スポーツ総合/ASYオールスポーツヤマガタ

## 観光
山形県は平成の大合併以前から、全市町村に温泉が湧出するなど観光資源に恵まれており、昨今の映画のロケ地に県内各所が使われていることもあって、国内外から数多くの観光客を呼んでいる。1981年に年間3千万人を突破し、2006年の観光客数は4千万人を突破した。外国人観光客も著しい増加を続けており、2006年は52,155名となり前年比 67% の伸びを見せている。国・地域別では、台湾がトップの32,860名で韓国、米国が続く。2019年、台湾人観光客数がさらに伸び、60,125人と全体外国人観光客の5割近くを占めている。都市圏域別に見ると、村山地方が1,803万人 (44%)、庄内地方が1,227万人 (30%)、置賜地方768万人 (19%)、最上地方255万人 (5%) である。観光地を類型別に見ると、トップが温泉観光地で 30.2%、続いて名所・旧跡が 23.8% となっている。

### 祭事・催事
- 人間将棋（4月） - 天童市
- 米沢上杉まつり（4月29日 - 5月3日） - 米沢市
- 酒田まつり（5月19日 - 5月21日） - 酒田市
- 鶴岡天神祭 （5月25日）　- 鶴岡市市街地
- 山形花笠まつり（8月） - 山形市七日町一方通行大通り、文翔館前・
- 尾花沢花笠まつり （8月）　- 尾花沢市
- 新庄まつり（8月24日 - 8月26日） - 新庄市
- 芋煮会 - 県内各地
- 上杉雪灯篭まつり（2月の第2土曜日、日曜日） - 米沢市

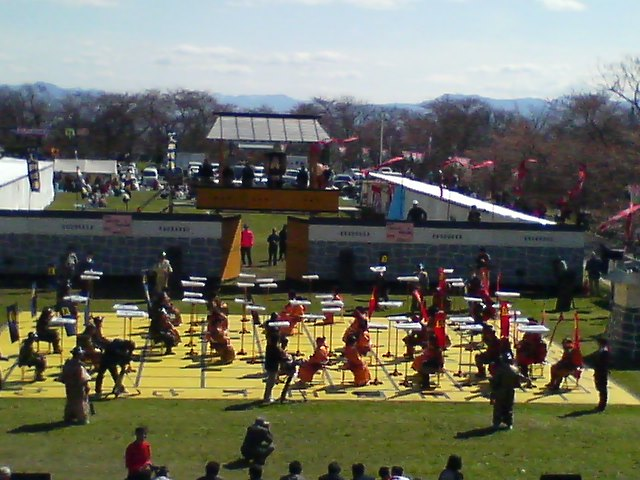
人間将棋
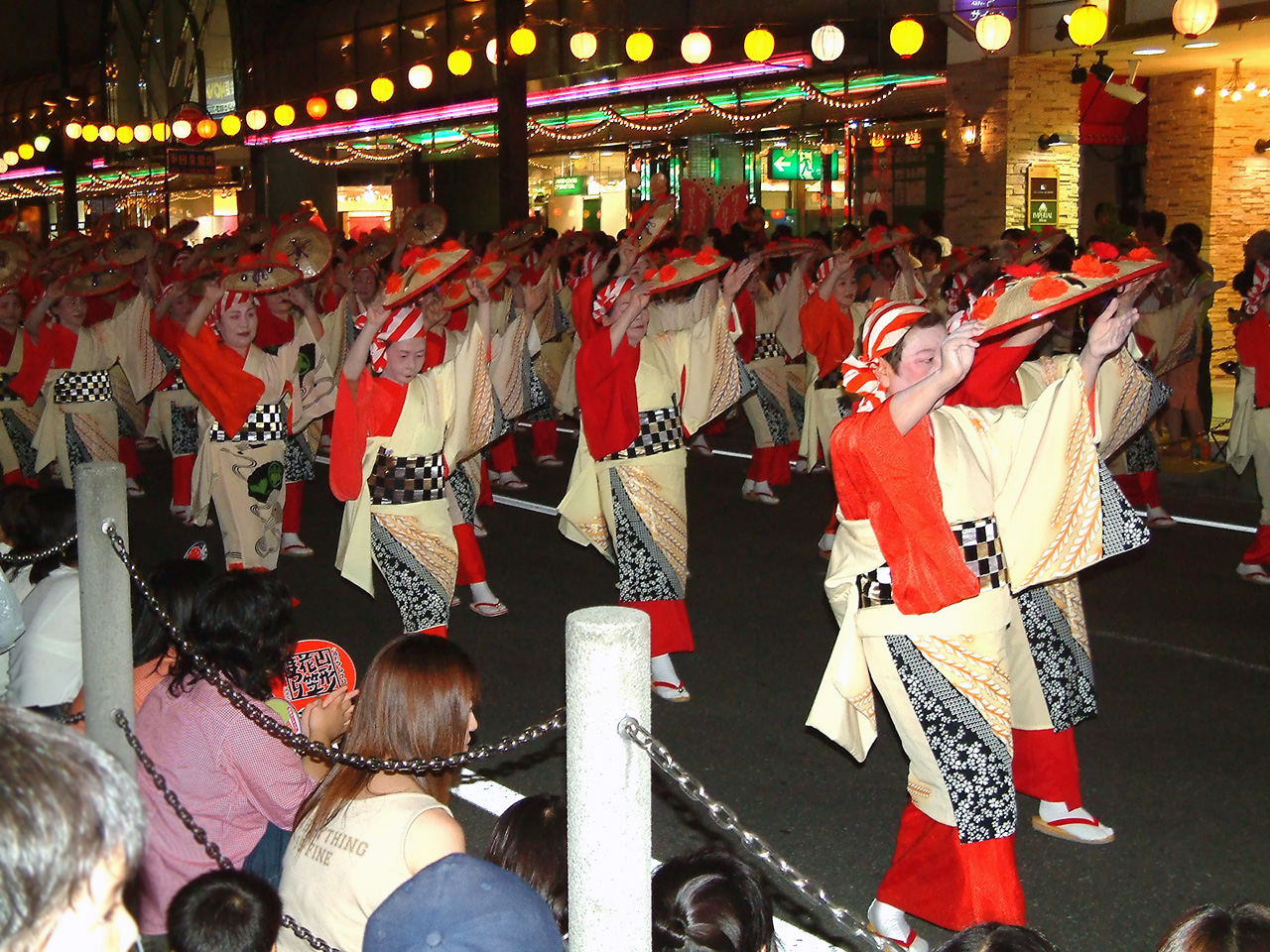
山形花笠まつり
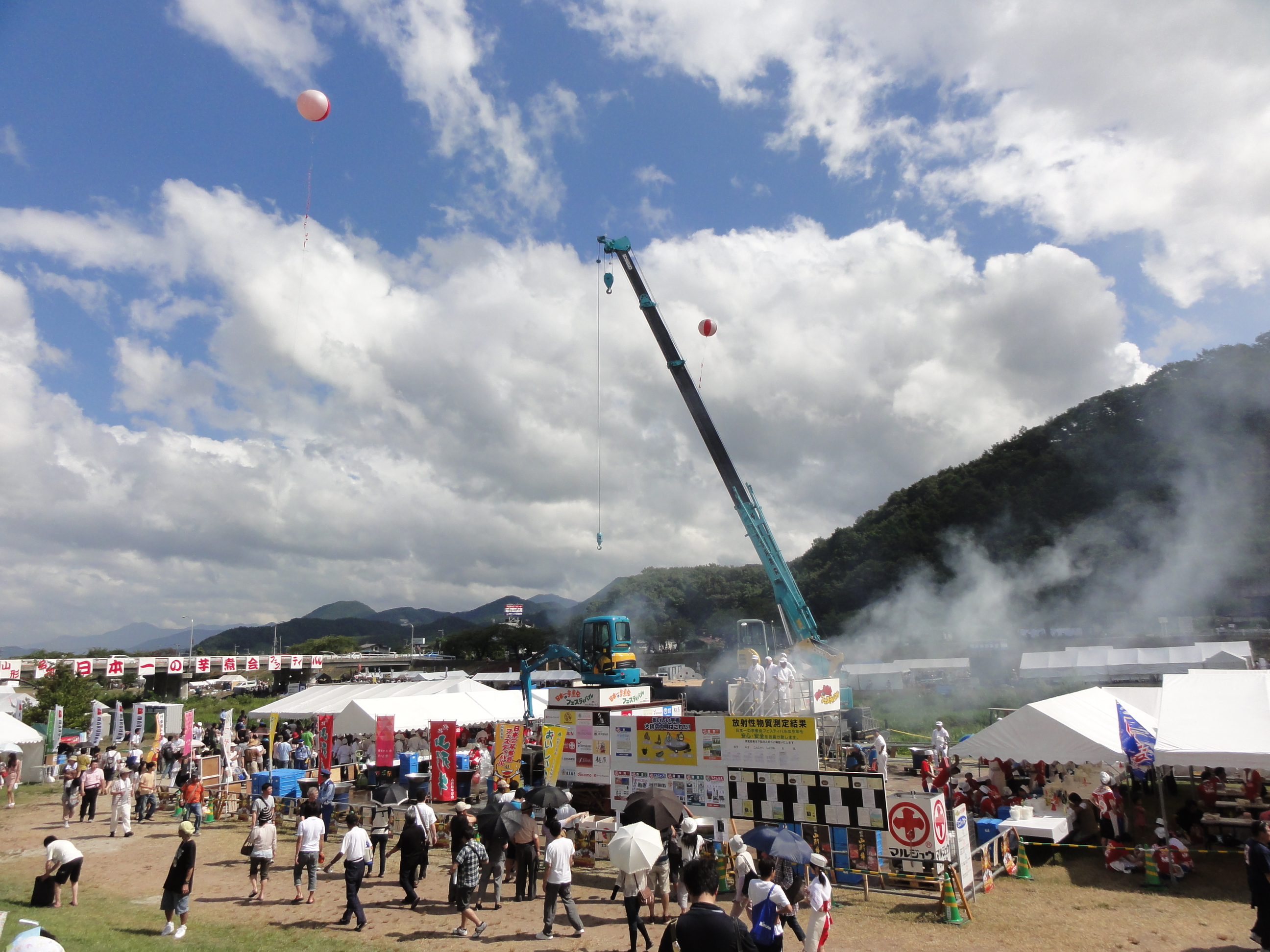
日本一の芋煮会フェスティバル

### 名所・旧跡・観光スポット
- 羽黒山五重塔と羽黒山のスギ並木（国宝及び国の特別天然記念物） - 鶴岡市
- 致道館（国の史跡） - 鶴岡市
- 酒井氏庭園（国の名勝） - 鶴岡市
- 松ヶ岡開墾場（国の史跡） - 鶴岡市
- 加茂水族館 - 鶴岡市
- 山居倉庫 - 酒田市
- 本間家旧本邸（『ミシュラン・グリーンガイド・ジャポン』二つ星） - 酒田市
- 土門拳記念館 - 酒田市
- 相馬樓 - 酒田市
- 山王くらぶ - 酒田市
- さかた海鮮市場 - 酒田市
- 城輪柵跡（国の史跡） - 酒田市
- 最上川の流通・往来及び左沢町場の景観（国の重要文化的景観） - 大江町
- 稲荷森古墳（国の史跡） - 南陽市
- 銀山温泉（国民保養温泉地） - 尾花沢市
- 日枝神社 - 酒田市
- 上杉神社・上杉家廟所 - 米沢市
- 蔵王温泉（蔵王温泉スキー場併設）- 山形市
- 山形城（国の史跡・名勝） - 山形市
- 立石寺（国の史跡・名勝：通称「山寺」） - 山形市
- 注連寺（『ミシュラン・グリーンガイド・ジャポン』二つ星） - 鶴岡市
- 慈恩寺（国の史跡） - 寒河江市
- 最上川舟下り（三難所・最上峡など） - 村山市・戸沢村〜庄内町
- 十六羅漢岩 (未来に残したい漁業漁村の歴史文化財産百選) - 遊佐町

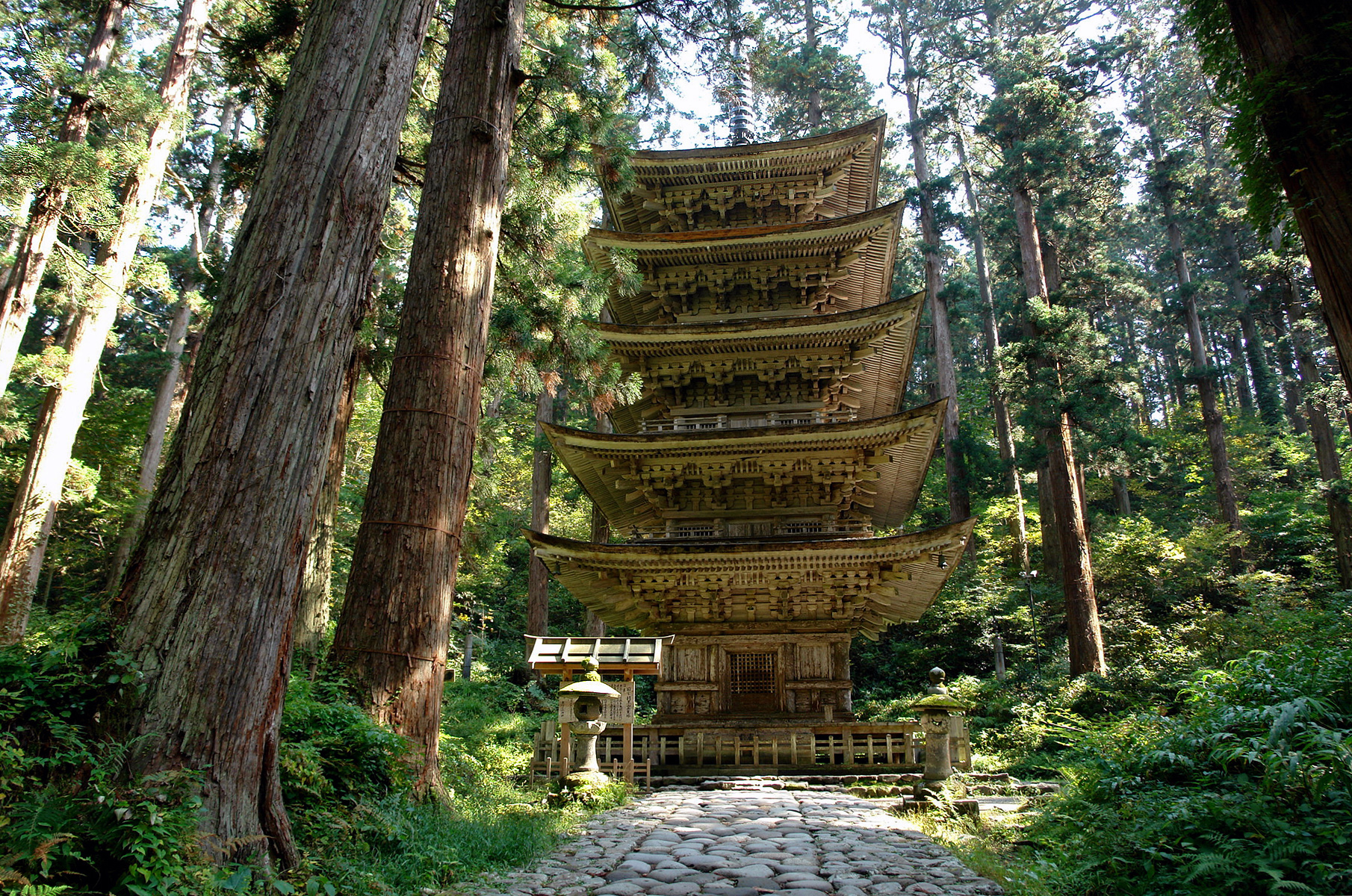
羽黒山五重塔（鶴岡市）
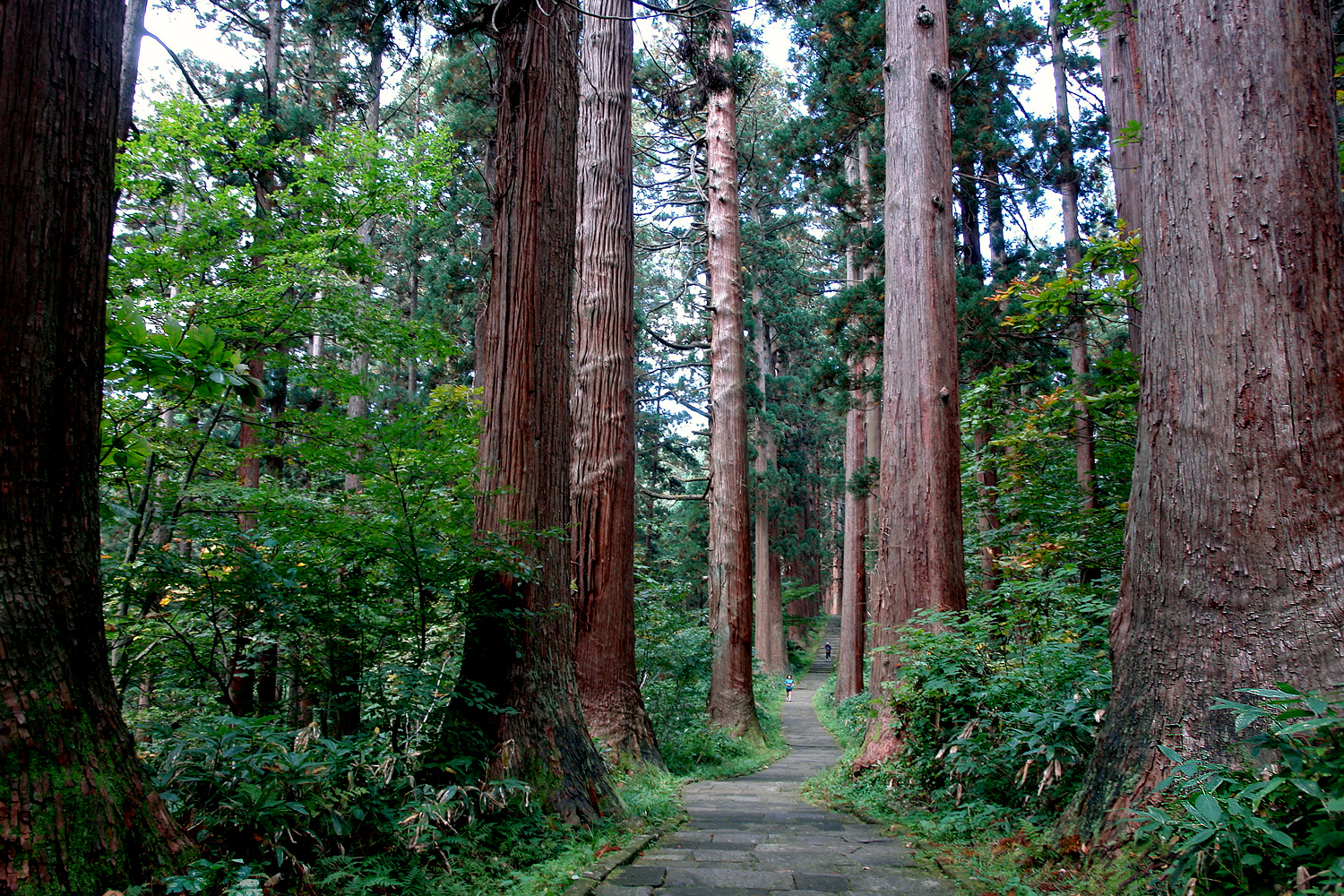
羽黒山のスギ並木（鶴岡市）
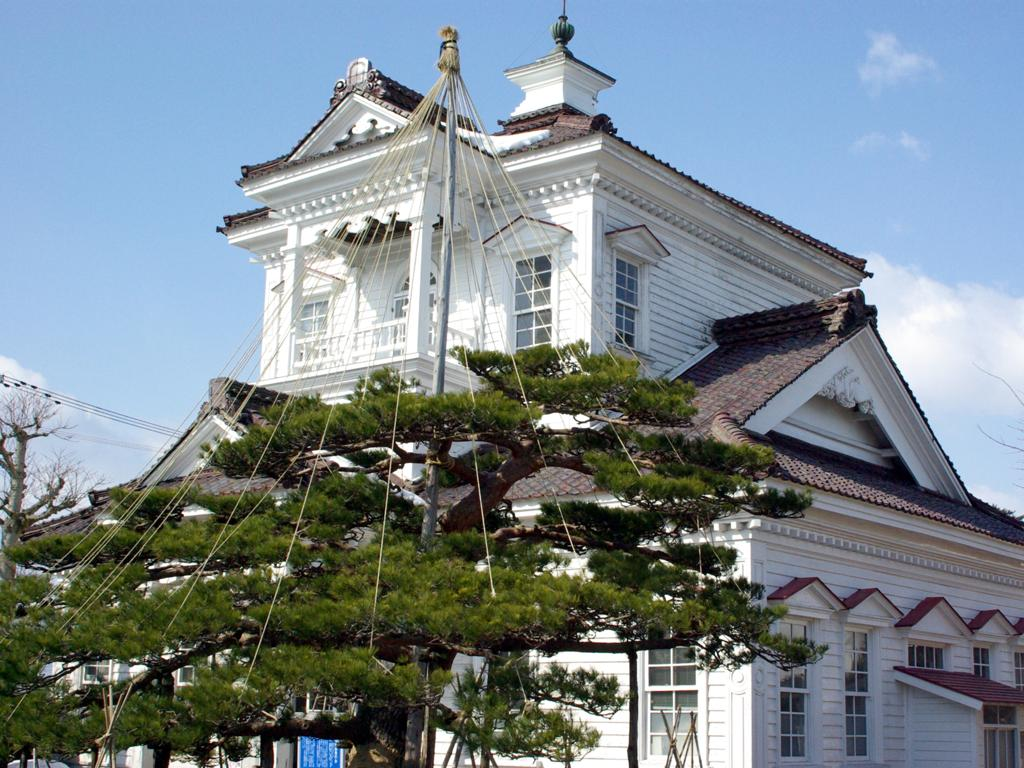
致道博物館旧鶴岡警察署庁舎（鶴岡市）
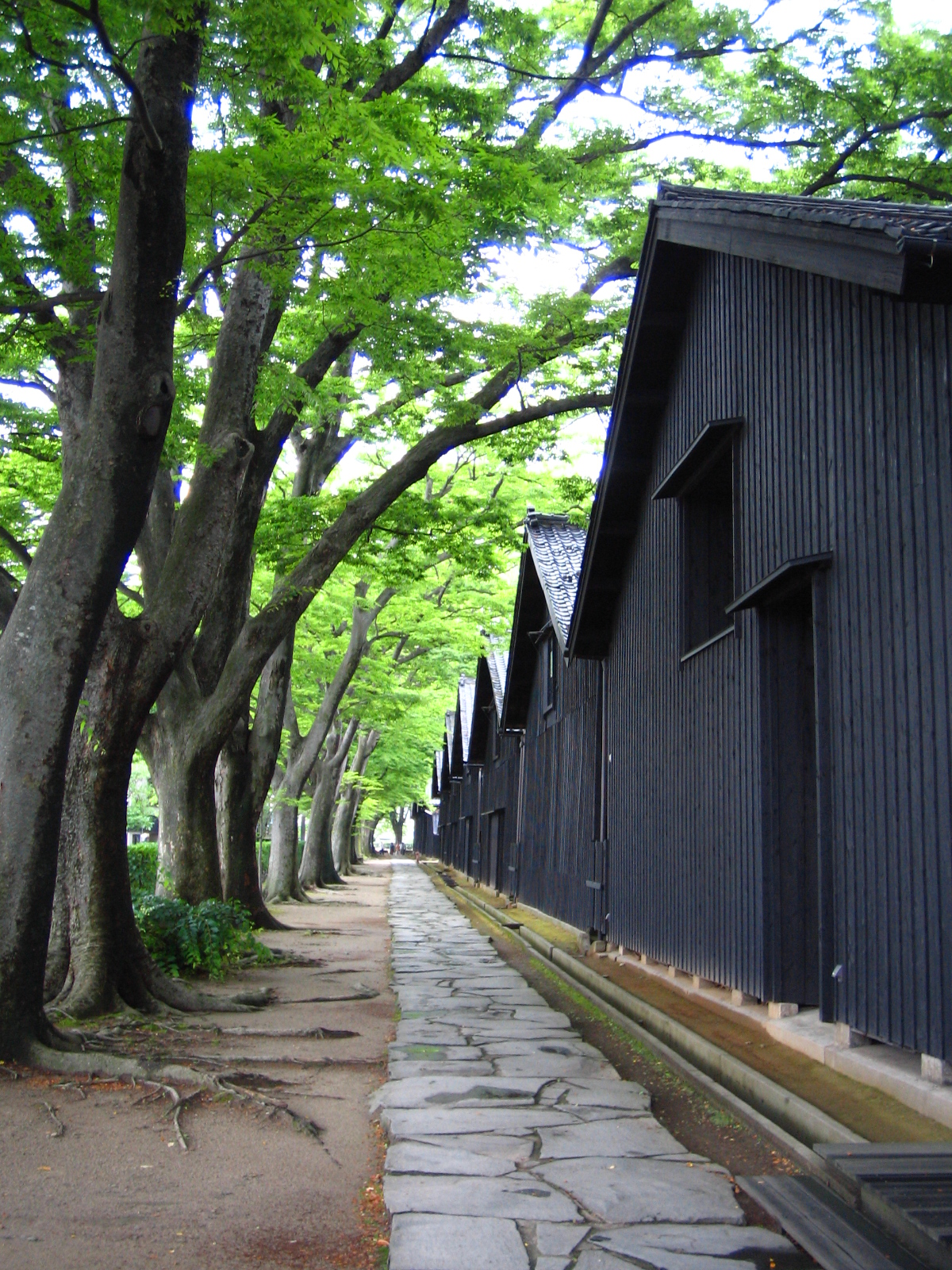
山居倉庫（酒田市）
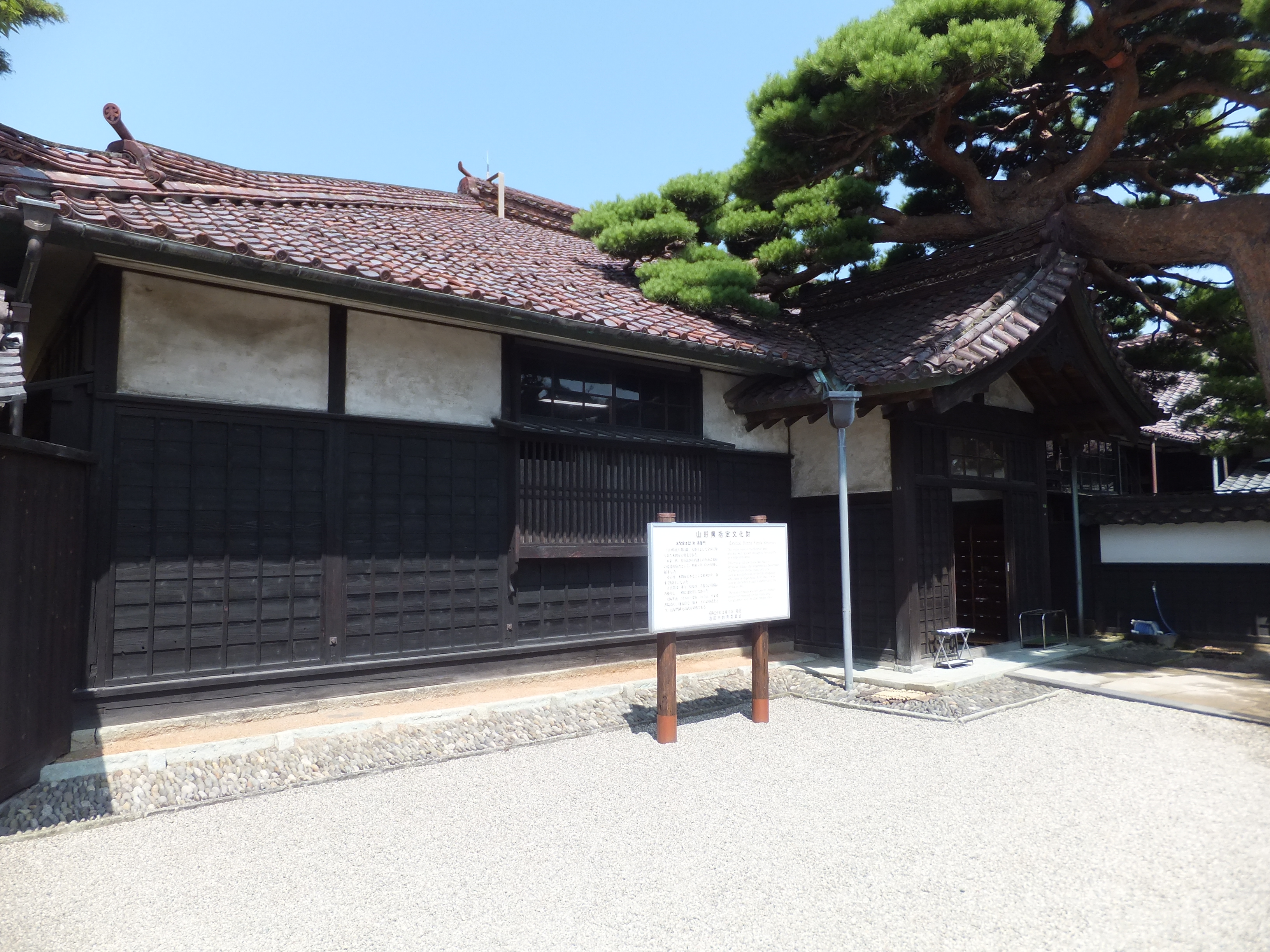
本間家旧本邸（酒田市）
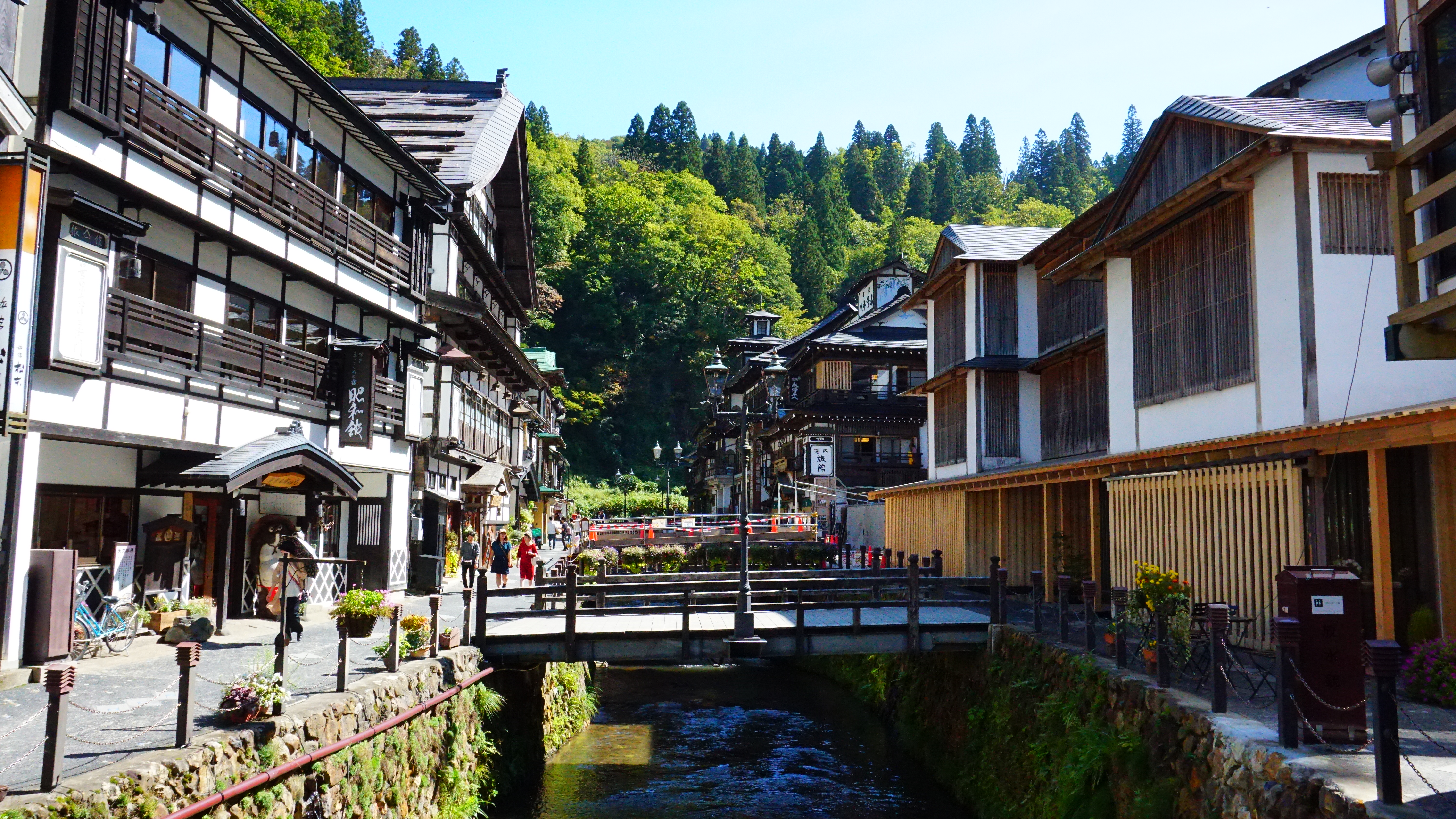
銀山温泉（尾花沢市）
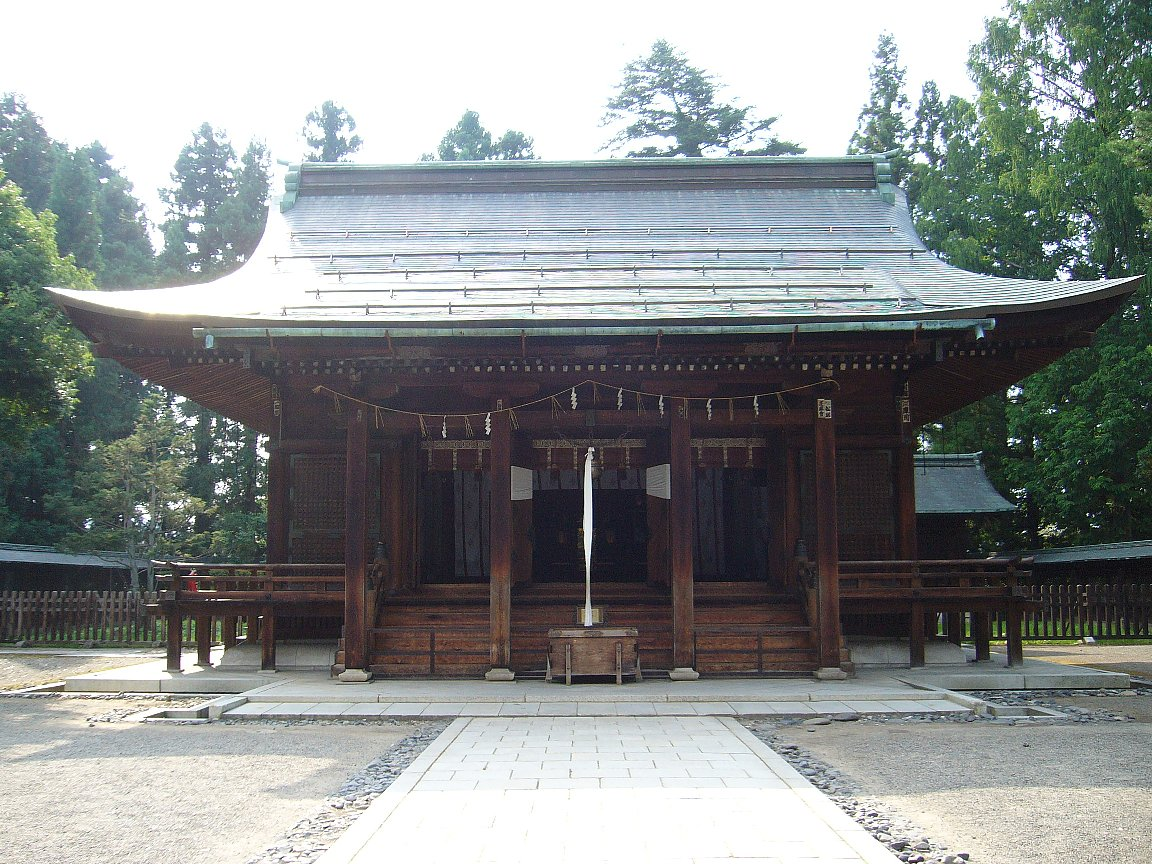
上杉神社（米沢市）
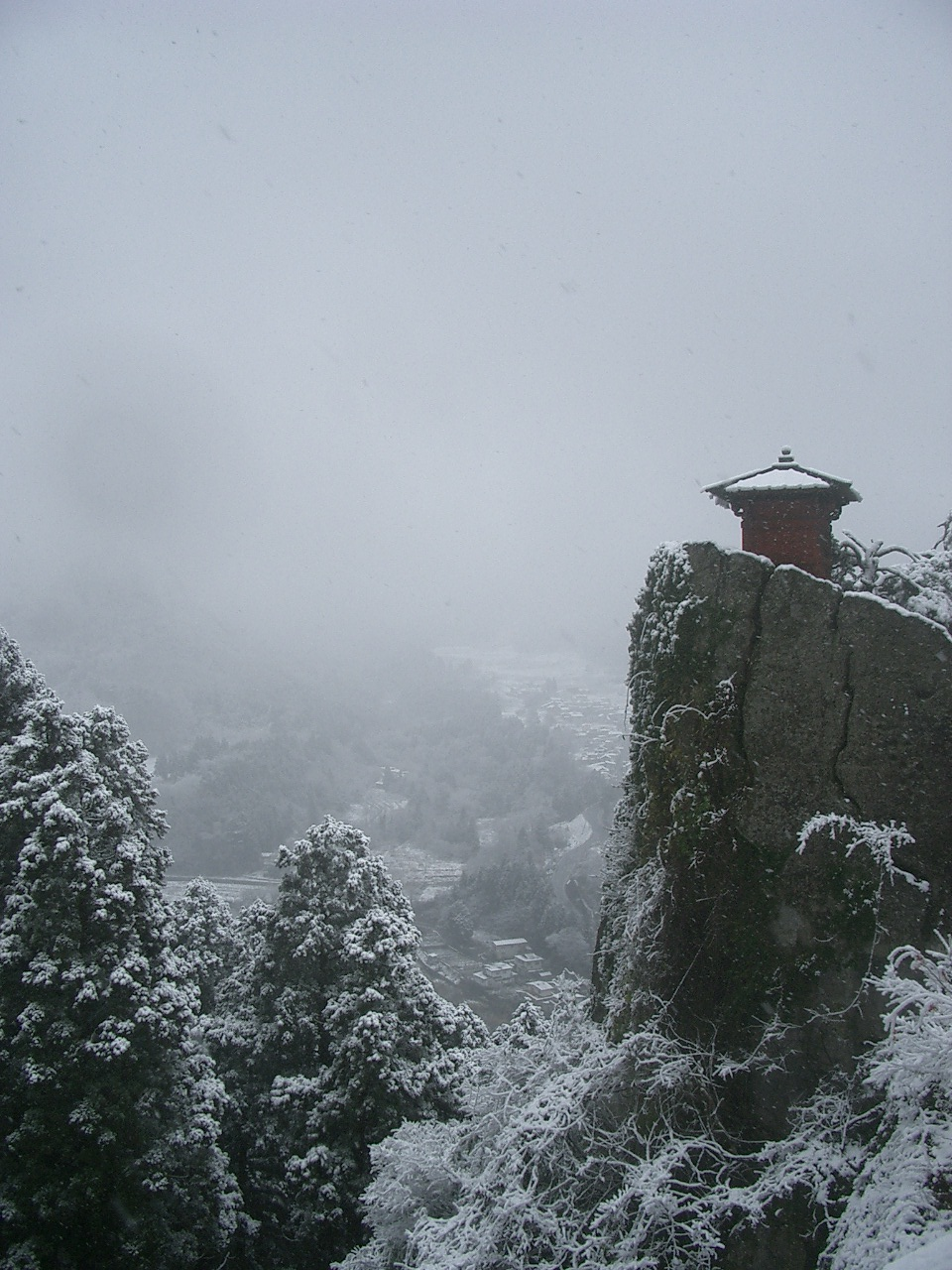
立石寺納経堂（山形市）
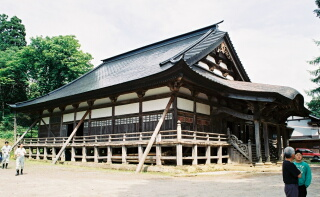
注連寺（鶴岡市）
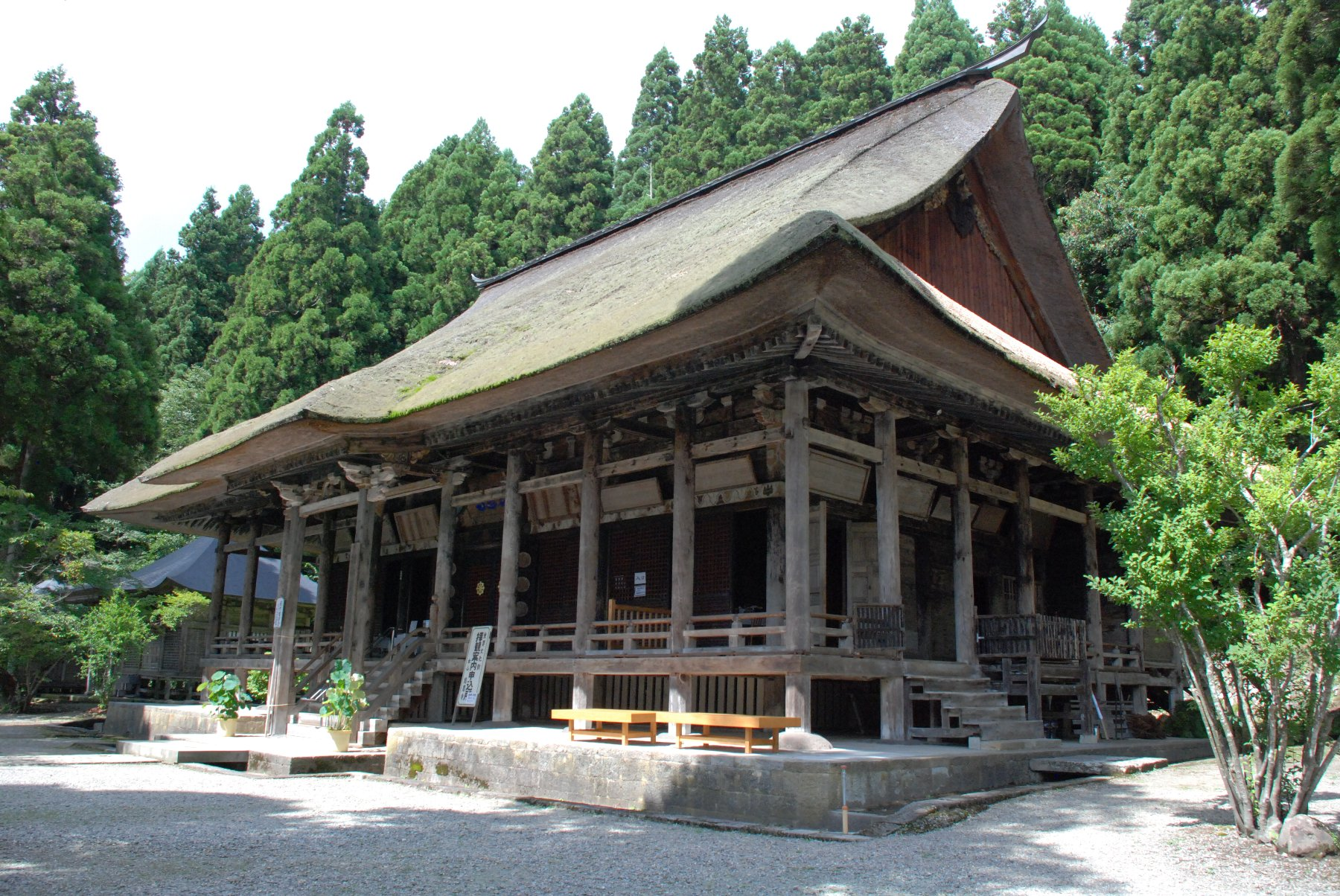
慈恩寺（寒河江市）

### 国宝
- 羽黒山五重塔
- 紙本金地著色洛中洛外図（狩野永徳筆／八曲屏風） - 米沢市上杉博物館
- 上杉家文書 - 米沢市上杉博物館
- 太刀（銘信房作）- 致道博物館
- 太刀（銘真光）-  致道博物館
- 西ノ前遺跡出土土偶（縄文の女神） - 山形県立博物館

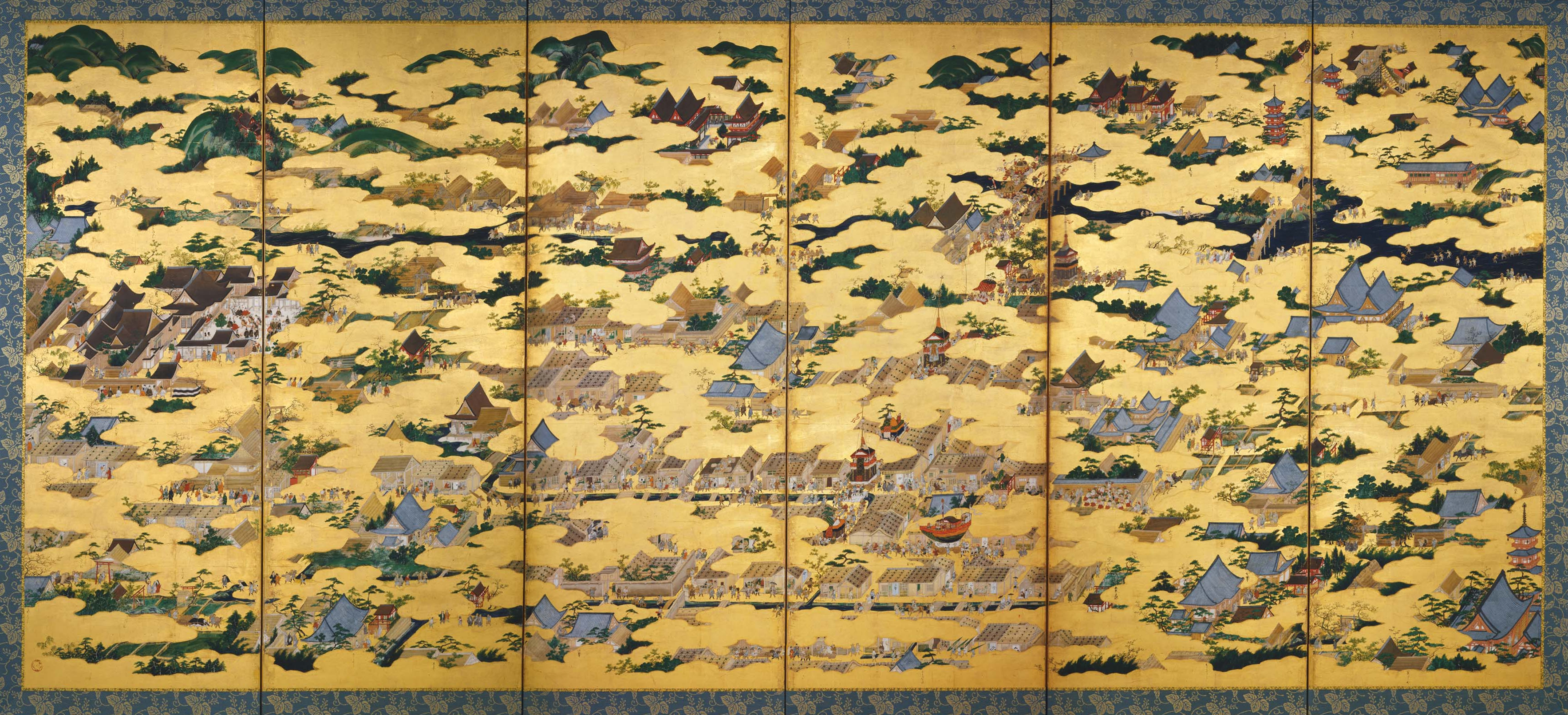
紙本金地著色洛中洛外図（右）
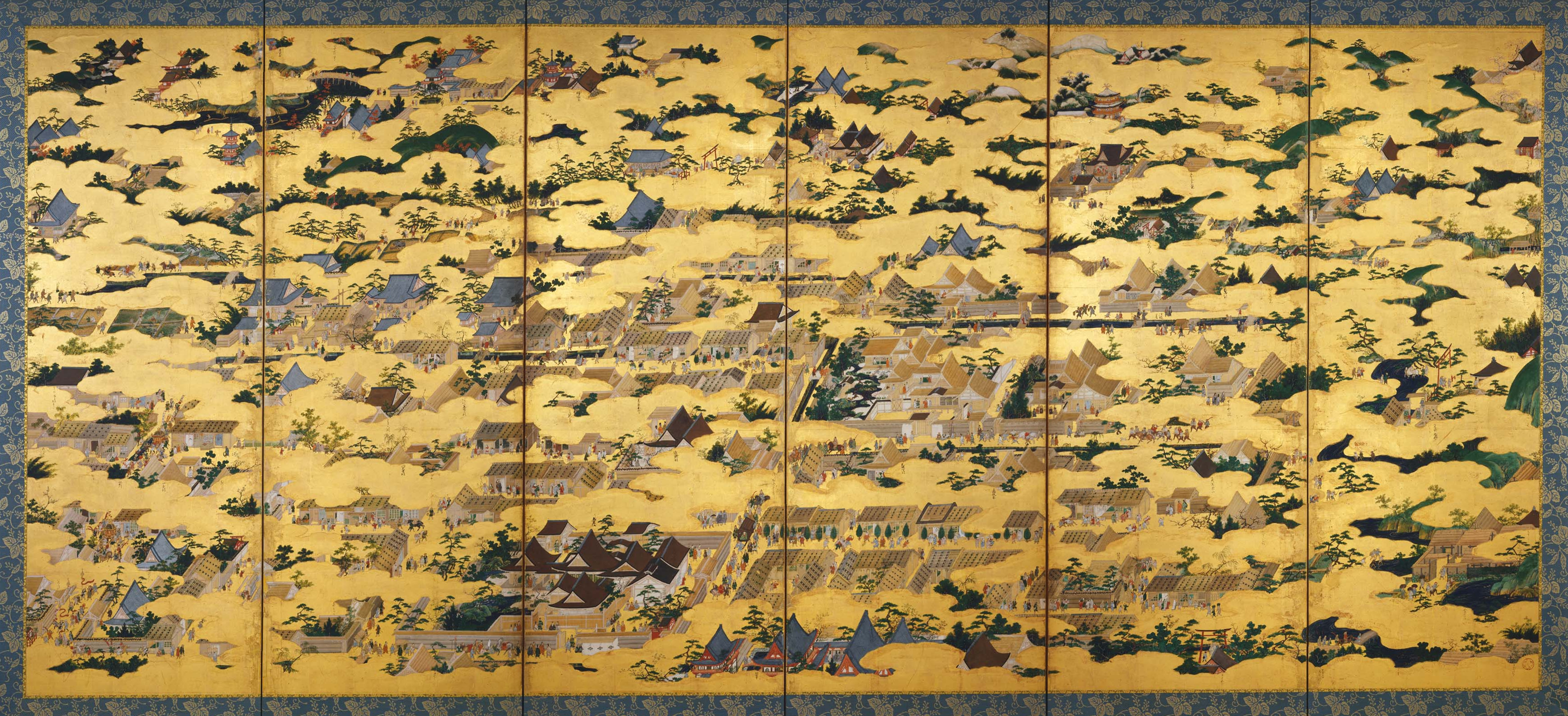
紙本金地著色洛中洛外図（左）

### レジャー
- 庄内映画村
- リナワールド

## 対外関係
- アメリカ合衆国 コロラド州 - 1986年12月2日姉妹都市提携
- 中華人民共和国 黒竜江省 - 1993年8月10日友好都市提携
- インドネシア パプア州 - 1994年6月9日友好都市提携
- 中華民国 台中市 - 2018年5月29日友好都市提携

## 人物

### 山形県名誉県民
山形県名誉県民の称号は、1993年（平成5年）3月26日に制定された山形県名誉県民条例（平成5年3月26日山形県条例第3号）に基づき、「県の発展に卓越した功績があり、県民が誇りとしてひとしく敬愛する者」へ贈られる（条例第1条）。対象者は「原則として、県内に居住し、又は居住していた者で、地方自治の振興、経済の発展、学術文化の振興その他県民の福祉の増進に広く貢献したもの」であり、山形県知事が山形県議会の同意を得て選定することが定められている（条例第2条・第3条）。名誉県民に選定された者には、山形県名誉県民称号記と記念品（山形県名誉県民章）が贈呈される（条例第4条）。
| 贈呈番号 | 受賞者氏名 | 職業           | 選定年月日     | 備考                                   | 出典   |
| -------- | ---------- | -------------- | -------------- | -------------------------------------- | ------ |
| 1        | 板垣清一郎 | 政治家         | 1993年6月24日  | 元山形県知事                           | [ 42 ] |
| 2        | 福王寺法林 | 日本画家       | 2005年3月12日  | 日本芸術院会員、文化勲章受章           | [ 42 ] |
| 3        | 丸谷才一   | 小説家、評論家 | 2012年7月17日  | 文化勲章受章                           | [ 42 ] |
| 4        | 石坂公成   | 免疫学者       | 2018年10月12日 | 文化勲章受章、元山形県教育委員会委員長 | [ 42 ] |

### 山形県県民栄誉賞受賞者
山形県県民栄誉賞は、1997年（平成9年）2月4日に制定された山形県県民栄誉賞規則（平成9年2月4日山形県規則第2号）に基づき、「県民に希望と活力を与える顕著な功績があり、広く県民が敬愛するもの」へ、山形県知事から贈られる（規則第1条・第3条）。対象者は「県内に居住し、若しくは居住していた者又は県内に所在し、若しくは所在していた団体で、芸術、文化、スポーツ等の分野において輝かしい業績があると認められるもの」であることが定められている（規則第2条）。
| 贈呈番号 | 受賞者氏名 | 職業               | 選定年月日    | 備考                                        | 出典   |
| -------- | ---------- | ------------------ | ------------- | ------------------------------------------- | ------ |
| 1        | 柏戸剛     | 元大相撲力士       | 1997年2月4日  | 第47代横綱                                  | [ 42 ] |
| 2        | 藤沢周平   | 小説家             | 1997年3月8日  | 時代小説の作品に庄内地方の要素を盛り込む    | [ 42 ] |
| 3        | 大場満郎   | 冒険家             | 1997年8月11日 | 世界初の北磁極往復900kmの単独徒歩行成功など | [ 42 ] |
| 4        | 皆川睦雄   | 元プロ野球選手     | 2006年3月15日 | 日本プロ野球名球会会員                      | [ 42 ] |
| 5        | 井上ひさし | 劇作家、小説家     | 2010年8月15日 | 『ひょっこりひょうたん島』などを発表        | [ 42 ] |
| 6        | 佐々木則夫 | サッカー指導者     | 2012年9月21日 | 2011 FIFA女子ワールドカップ日本代表監督     | [ 42 ] |
| 7        | 太田渉子   | 元障害者スキー選手 | 2014年9月5日  | 冬季パラリンピックにてメダル獲得            | [ 42 ] |